# Bastoni (tipografia)
In tipografia, i bastoni sono caratteri senza grazie, cioè privi di tratti a ornamento del piede o della testa del carattere.

## Impiego
Nella stampa, il carattere a bastone è impiegato di norma sia per i titoli che per il corpo del testo. Tradizionalmente, si ritiene che i bastoni guidino meglio lo sguardo nella lettura di ampie unità di testo. A riprova di ciò, in Europa è ormai invalso e ben considerato l'uso di tali caratteri nel corpo testuale.

Da sinistra a destra: un carattere Ming con grazie in rosso (in evidenza), un carattere Ming con grazie e un carattere gotico senza grazie dell'Asia orientale

I caratteri senza grazie sono divenuti lo standard de facto per il testo visualizzato sullo schermo: in particolare, sui visori di vari dispositivi (smartphone, computer), in quanto forniscono una resa più nitida e leggibile rispetto ai caratteri graziati. Ciò valga soprattutto per la rappresentazione in televisione: per la facilità con la quale possono dar luogo a fenomeni di sfarfallamento, raramente capita di vedere caratteri graziati.
In merito alla denominazione in inglese, prima che il termine senza grazie (in francese: "sans serif") divenisse di uso comune, sono stati impiegati altri termini. Uno di questi è gothic: tuttora usato nella tipografia giapponese e nei nomi di alcuni caratteri (per es. il New Century Gothic).
Infine, specie nei vecchi documenti, i caratteri graziati sono talora impiegati per dare risalto al testo: il generoso spessore delle linee, di fatto, attribuisce maggiore peso alle lettere.

## Classificazione
Ai fini del tipo di classificazione, disegni senza grazie sono di solito divisi in tre o quattro gruppi principali, il quarto è il risultato della scissione della grottesca categoria nel grottesco e neo-grottesco.

### Grottesco

Akzidenz Grotesk, originariamente pubblicato da H. Berthold AG negli anni 1890. Un popolare grottesco tedesco con una "g" a un piano.

Questo gruppo presenta la maggior parte dei primi disegni senza grazie (dal XIX secolo all'inizio del XX). Influenzati dai caratteri con grazie di Didone del periodo e dalle tradizioni della pittura di segni, questi erano spesso disegni piuttosto solidi e audaci adatti a titoli e pubblicità. I primi caratteri senza grazie spesso non presentavano lettere minuscole o corsivo, poiché non erano necessari per tali usi. A volte sono stati rilasciati in larghezza, con una gamma di larghezze da estesa a normale a condensata, con ogni stile diverso, il che significa che agli occhi moderni possono sembrare piuttosto irregolari ed eccentrici. I caratteri grotteschi hanno variazioni limitate della larghezza del tratto (spesso nessuna percettibile in maiuscolo). I terminali delle curve sono generalmente orizzontali e molti hanno una "G" sperata e una "R" con una gamba arricciata. I capitelli tendono ad essere di larghezza relativamente uniforme. L'altezza del tappo e l'altezza dell'ascendente sono generalmente le stesse per creare un effetto più regolare in testi come titoli con molte lettere maiuscole, e i discendenti sono spesso brevi per una spaziatura più stretta. La maggior parte evita di avere un vero corsivo a favore di un design obliquo o inclinato più sobrio, sebbene sia stato offerto almeno il corsivo vero senza grazie.
Esempi di caratteri grotteschi includono Akzidenz Grotesk, Venus, News Gothic, Franklin Gothic e Monotype Grotesque. Akzidenz Grotesk Old Face, Knockout, Grotesque No. 9 e Monotype Grotesque sono esempi di caratteri digitali che conservano più delle eccentricità di alcuni dei primi tipi di senza grazie.
Secondo Monotype, il termine "grottesco" deriva dall'italiano: grottesco, che significa "appartenente alla grotta" per il loro semplice aspetto geometrico. Il termine è nato a causa di confronti sfavorevoli che sono stati disegnati con il più ornato con grazie moderno e caratteri romani che erano la norma all'epoca.

### Neo-grottesco

Il carattere Helvetica (Neo-Grotesque)

Come suggerisce il nome, questi design moderni consistono in un'evoluzione diretta di tipi grotteschi. Hanno un aspetto relativamente semplice con variazioni di larghezza limitate. A differenza dei precedenti disegni grotteschi, molti sono stati rilasciati in famiglie estremamente grandi e versatili dal momento del rilascio, rendendoli più facili da usare per il corpo del testo. Simili ai caratteri grotteschi, i neo grotteschi spesso presentano capitelli di larghezza uniforme e un design abbastanza "piegato", in cui i tratti (ad esempio sulla "c") sono curvi tutto intorno per terminare su un perfetto orizzontale o verticale. Helvetica ne è un esempio. Altri come Univers sono meno regolari.
Il carattere neo-grottesco iniziò negli anni '50 con l'emergere dello stile tipografico internazionale, o stile svizzero. I suoi membri guardavano alle linee chiare di Akzidenz Grotesk (1898) come ispirazione per creare caratteri razionali, quasi neutri. Nel 1957 l'uscita di Helvetica, Univers e Folio, i primi caratteri tipografici classificati come neo-grotteschi, ebbe un forte impatto a livello internazionale: Helvetica divenne il carattere tipografico più utilizzato nei decenni successivi.
Altri neo-grotteschi successivi includono Unica, Imago e Rail Alphabet, e nel periodo digitale Acumin, San Francisco e Roboto.

### Geometrico

Il carattere Futura (Geometrico)

Come suggerisce il nome, i caratteri senza grazie geometrici sono basati su forme geometriche, come cerchi e quadrati quasi perfetti. Le caratteristiche comuni sono una "O" maiuscola circolare quasi esattamente, i vertici della "N" maiuscola sono netti e appuntiti e una lettera minuscola " a " "a un piano ". La 'M' è spesso strombata e i capitelli di larghezza variabile, seguendo il modello classico.
Il sans geometrico è nato in Germania negli anni '20. Due primi tentativi nella progettazione di tipi geometrici furono fatti da Herbert Bayer e Jakob Erbar, che lavorarono rispettivamente su Universal Typeface (inedito all'epoca ma ripreso digitalmente come Architype Bayer) ed Erbar (circa 1925). Nel 1927 Futura, di Paul Renner, fu rilasciato con grande successo e popolarità.
I caratteri senza grazie geometrici erano popolari dagli anni '20 e '30 grazie al loro design pulito e moderno e da allora sono stati creati molti nuovi disegni geometrici e revival. Notevoli tipi geometrici del periodo includono Kabel, Semplicità, Bernhard Gothic, Nobel e Metro ; i modelli più recenti nello stile includono ITC Avant Garde, Brandon Grotesque, Gotham, Avenir, Product Sans e Century Gothic. Molti alfabeti geometrici senza grazie del periodo, come quelli creati dal Bauhausscuola d'arte (1919-1933) e poster artistici modernisti, all'epoca erano scritti a mano e non tagliati in caratteri metallici.
Un'ispirazione separata per molti tipi descritti "geometrici" nel design sono state le forme semplificate di lettere incise o stampate su metallo e plastica nell'uso industriale, che spesso seguono una struttura semplificata e sono talvolta note come "rettilinee" per il loro uso della verticale diritta e linee orizzontali. I disegni che sono stati chiamati geometrici nei principi ma non discendono dalla tradizione Futura / Erbar / Kabel includono Bank Gothic, DIN 1451, Eurostile e Handel Gothic, insieme a molti dei caratteri progettati da Ray Larabie.

### Umanista

Il carattere Frutiger (Humanist)

I caratteri senza grazie umanisti si ispirano alle forme tradizionali delle lettere, come i capitelli quadrati romani, i caratteri con grazie tradizionali e la calligrafia. Molti hanno un corsivo vero piuttosto che un obliquo, legature e persino ornati in corsivo. Uno dei primi disegni umanisti era Edward Johnston 's Johnston carattere del 1916, e, un decennio più tardi, Gill Sans (Eric Gill, 1928). Edward Johnston, un calligrafo di professione, è stato ispirato dalle forme classiche delle lettere, in particolare le lettere maiuscole sulla Colonna di Traiano.
I disegni umanisti variano più dei disegni gotici o geometrici. Alcuni disegni umanisti hanno la modulazione del tratto (tratti che variano chiaramente in larghezza lungo la loro linea) o alternano tratti spessi e sottili. Questi includono più comunemente Hermann Zapf s' Optima (1958), un carattere espressamente progettato per essere adatto sia per la visualizzazione e il corpo del testo. Alcuni disegni umanisti possono essere più geometrici, come in Gill Sans e Johnston (specialmente le loro capitali), che come le capitali romane sono spesso basate su quadrati, mezzi quadrati e cerchi perfetti, con notevoli variazioni di larghezza. Questi disegni un po' 'architettonici possono sembrare troppo rigidi per il corpo del testo. Altri come la sintassi,Goudy Sans e Sassoon Sans assomigliano più alla grafia, ai caratteri con grazie o alla calligrafia.
Frutiger, dal 1976, è stato particolarmente influente nello sviluppo del genere sans umanista moderno, in particolare i disegni destinati ad essere particolarmente leggibili al di sopra di tutte le altre considerazioni di design. La categoria si è espansa notevolmente durante gli anni '80 e '90, in parte come reazione alla schiacciante popolarità di Helvetica e Univers e anche a causa della necessità di caratteri leggibili su schermi di computer a bassa risoluzione. I progetti di questo periodo destinati alla stampa includono FF Meta, Myriad, Thesis, Charlotte Sans, Bliss, Skia eScala Sans, mentre i progetti creati per l'uso del computer includono Tahoma, Trebuchet, Verdana, Calibri e Corbel di Microsoft, oltre a Lucida Grande, Fira Sans e Droid Sans. I disegni senza grazie umanisti possono (se opportunamente proporzionati e distanziati) essere particolarmente adatti per l'uso sullo schermo oa distanza, poiché ai loro disegni possono essere date ampie aperture o separazione tra i tratti, che non è una caratteristica convenzionale sui disegni grotteschi e neo-grotteschi.

### Altro o misto
A causa della diversità dei caratteri senza grazie, molti non si adattano perfettamente alle categorie di cui sopra. Ad esempio, Neuzeit S ha sia neo-grottesco e influenze geometriche, come fa Hermann Zapf s' URW Grotesk. Whitney fonde influenze umaniste e grottesche, mentre Klavika è un disegno geometrico non basato sul cerchio. I caratteri senza grazie destinati alla segnaletica, come Transport e Highway Gothic utilizzati sui segnali stradali, possono avere caratteristiche insolite per migliorare la leggibilità e differenziare i caratteri, come una "L" minuscola con un ricciolo o "i" con grazie sotto il punto.

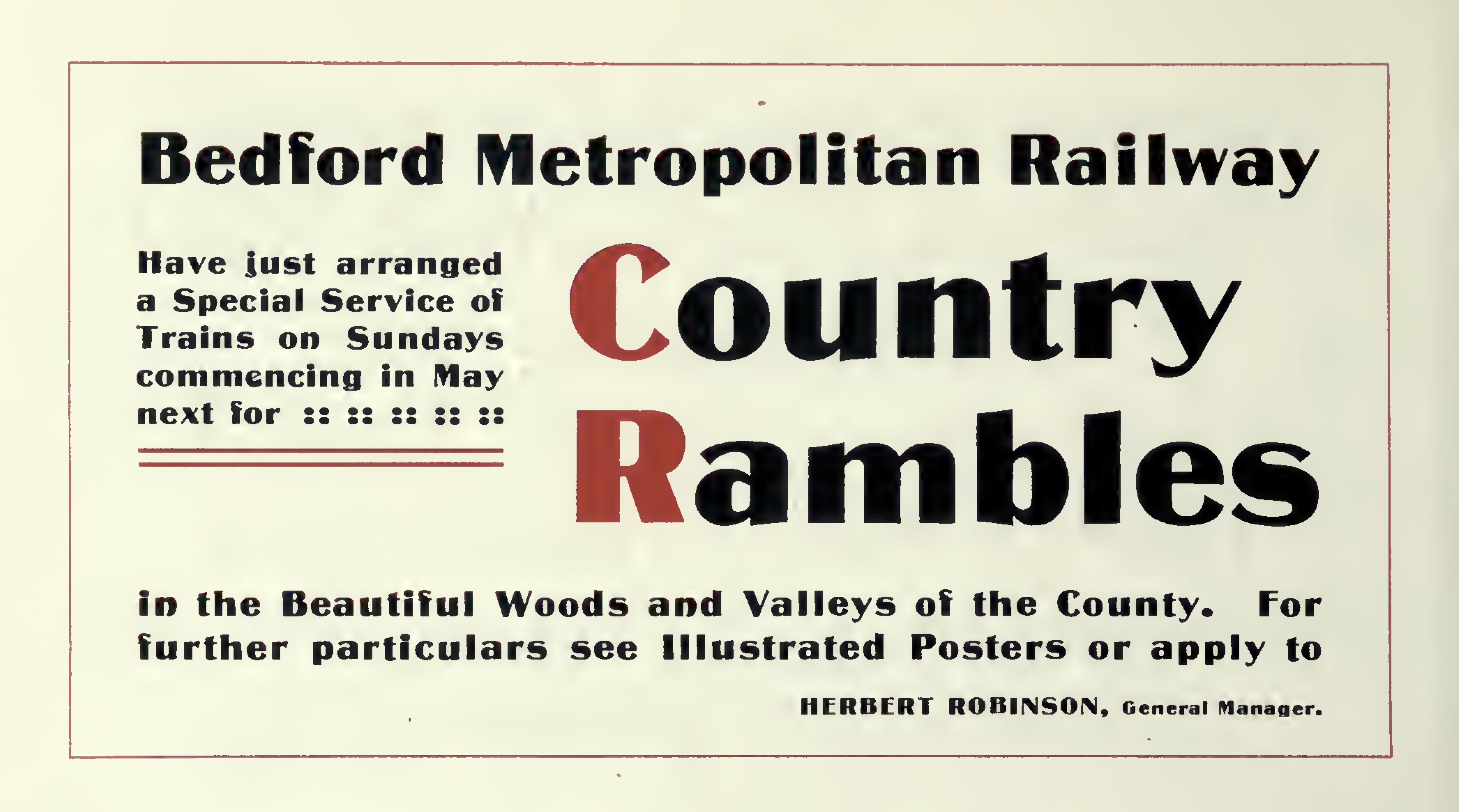
Rothbury, uno dei primi caratteri senza grazie modulati del 1915. I tratti variano considerevolmente in larghezza.

#### Senza grazie modulati
Un particolare sottogenere di senza grazie è quello di Rothbury, Britannic, Radiant e National Trust con evidenti variazioni nell'ampiezza del tratto. Questi sono stati chiamati senza grazie "modulati" o "accentati". Oggigiorno sono spesso inseriti nel genere umanista, sebbene siano anteriori a Johnston che ha iniziato il genere umanista moderno. Questi possono trarre ispirazione da fonti esterne alla stampa come scritte a pennello o calligrafia.

## Storia

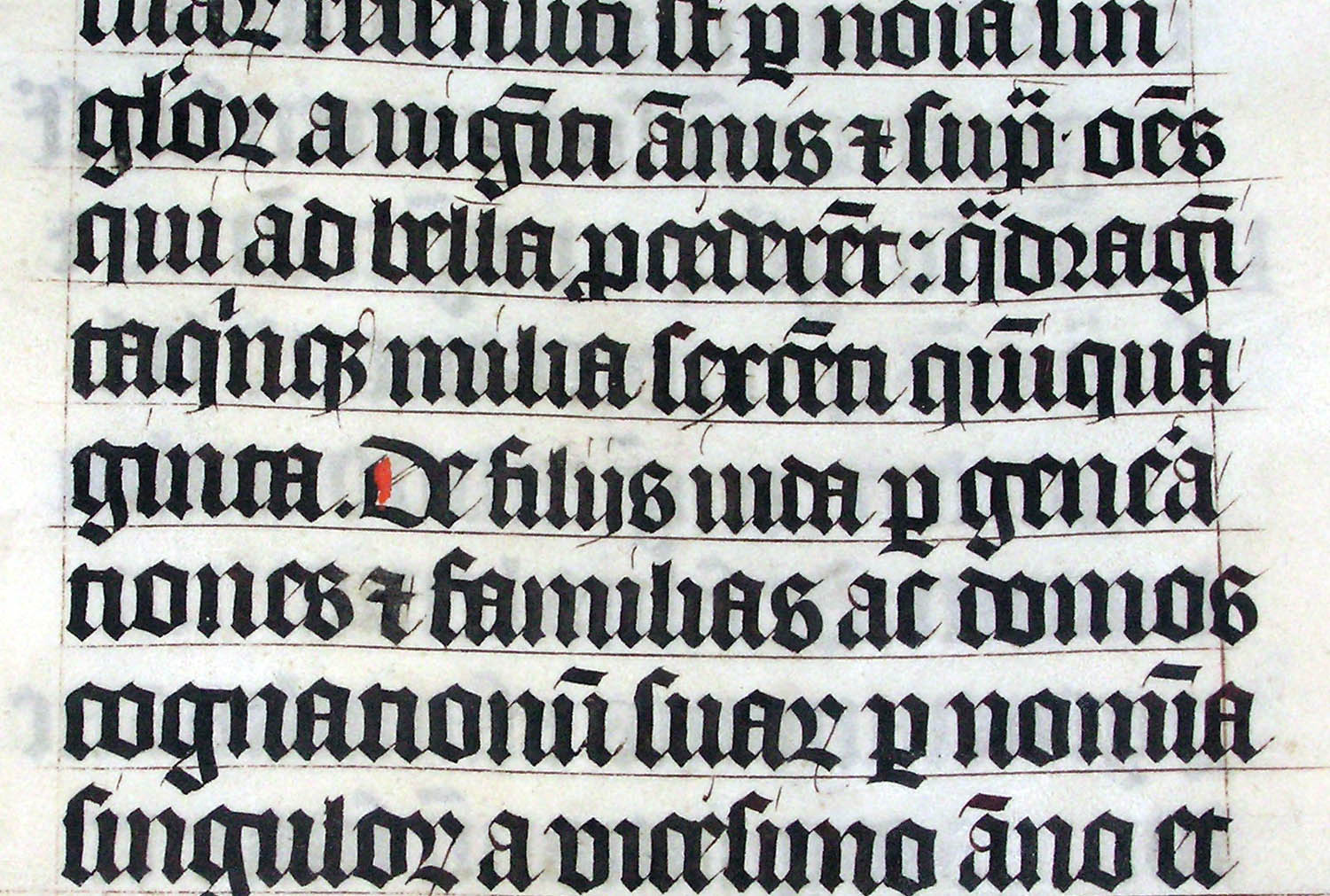
Calligrafia gotica in una Bibbia del XV secolo

Le lettere senza grazie sono state comuni nella scrittura di tutta la storia, ad esempio nell'epigrafia casuale e non monumentale del periodo classico. Tuttavia, i capitelli quadrati romani, l'ispirazione per molte lettere dell'alfabeto latino nel corso della storia, avevano grazie prominenti. Mentre le semplici lettere senza grazie sono sempre state comuni nella scrittura "incolta" e talvolta anche nell'epigrafia, come la grafia di base, la maggior parte delle lettere create artisticamente in alfabeto latino, sia scolpite che stampate, sin dal Medioevo sono state ispirate dalla calligrafia raffinata, scrittura in lettere nere e capitelli quadrati romani. Di conseguenza, la stampa eseguita in alfabeto latino per i primi trecentocinquanta anni di stampa era in stile "con grazie", sia in gotico, tondo, corsivo o occasionalmente lo script.
I primi caratteri tipografici che omettevano le grazie non erano destinati a rendere testi contemporanei, ma a rappresentare iscrizioni in greco antico ed etrusco. Così, il De Etruria regali libri VII di Thomas Dempster (1723), usava caratteri speciali destinati alla rappresentazione dell'epigrafia etrusca, e nel c. 1745, la fonderia Caslon realizzò caratteri etruschi per opuscoli scritti dallo studioso etrusco John Swinton. Un'altra nicchia usata di una forma senza grazie stampata dal 1786 in poi era un font senza grazie arrotondato sviluppato da Valentin Haüy per l'uso dei ciechi per leggere con le dita.

### Nel XIX secolo

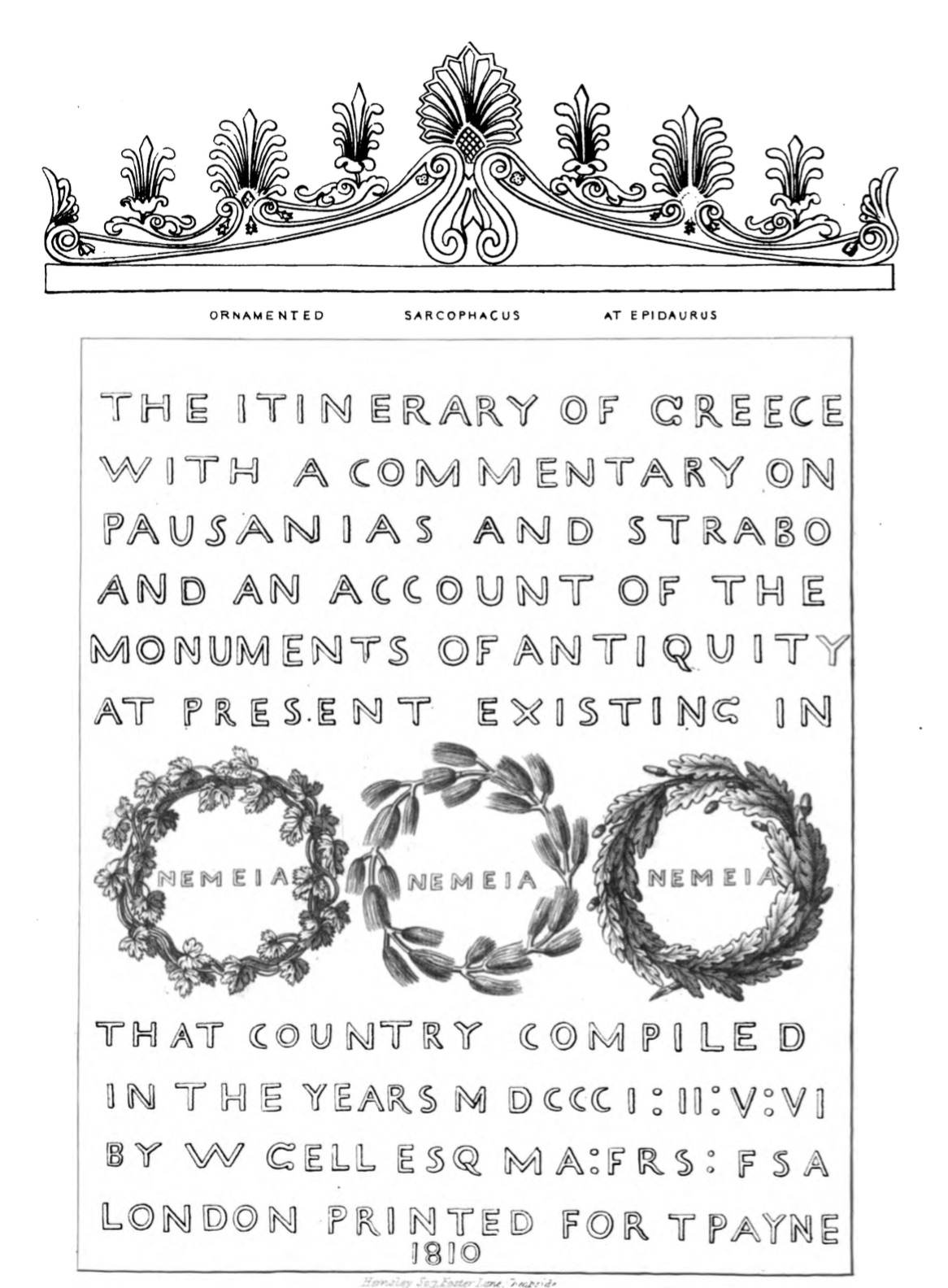
Un uso "neoclassico" dell'inizio del 1810 di capitali senza grazie per rappresentare l'antichità, da parte di William Gell.

Verso la fine del XVIII secolo il neoclassicismo portò gli architetti a incorporare sempre più antichi disegni greci e romani nelle strutture contemporanee. Lo storico James Mosley, il principale esperto di revival precoce delle lettere senza grazie, ha scoperto che l'architetto John Soane usava comunemente lettere senza grazie nei suoi disegni e progetti architettonici. L'ispirazione di Soane fu apparentemente le iscrizioni che dedicano il Tempio di Vesta a Tivoli, in Italia, con grazie minime. Questi furono poi copiati da altri artisti, e a Londra le capitali senza grazie divennero popolari per la pubblicità, apparentemente per l'effetto "sorprendente" che lo stile insolito aveva sul pubblico. Lo stile delle lettere apparentemente divenne noto come caratteri "antichi romani" o "egiziani", facendo riferimento al passato classico e ad un interesse contemporaneo per l'antico Egitto e la sua architettura geometrica a blocchi.
Mosley scrive che "nel 1805 le lettere egiziane stavano accadendo per le strade di Londra, venivano intonacate sui negozi e sui muri da insegne, e stupivano il pubblico, che non aveva mai visto lettere come loro e non era sicuro di volerlo". Una rappresentazione dello stile (come un'incisione, piuttosto che stampata dal carattere) fu mostrata nella rivista europea del 1805, descritta come caratteri "antichi romani". Tuttavia, lo stile non fu utilizzato nella stampa per alcuni anni. (La prima segnaletica senza grazie non era stampata a caratteri ma dipinta o intagliata a mano, poiché all'epoca non era possibile stampare in grandi formati. Ciò rende difficile tracciare la discesa degli stili senza grazie, poiché una tendenza può arrivare in il record stampato e datato di una tradizione di pittura di insegne che ha lasciato meno record o almeno nessuna data.)
L'inadeguatezza del nome non è andata persa nel poeta Robert Southey, nelle sue satiriche Lettere dall'Inghilterra scritte nel personaggio di un aristocratico spagnolo. Ha commentato: "Le stesse botteghe devono essere... dipinte in lettere egiziane, che, poiché gli egiziani non avevano lettere, senza dubbio concepirai devono essere curiose. Sono semplicemente i caratteri comuni, privati di tutto bellezza e ogni proporzione avendo tutti i tratti di uguale spessore, in modo che quelli che dovrebbero essere sottili sembrino come se avessero l'elefantiasi." Allo stesso modo, il pittore Joseph Farington scrisse nel suo diario il 13 settembre 1805 di aver visto il memoriale a Isaac Hawkins Brownenella cappella del Trinity College di Cambridge, inciso "in quelli che vengono chiamati caratteri egiziani che ai miei occhi hanno avuto un effetto sgradevole".
Intorno al 1816, l'Ordnance Survey iniziò a utilizzare caratteri "egiziani", maiuscole monoline senza grazie, per contrassegnare antichi siti romani. Questa scritta è stata stampata da incisione su lastra di rame.

### Uso su giornali e riviste

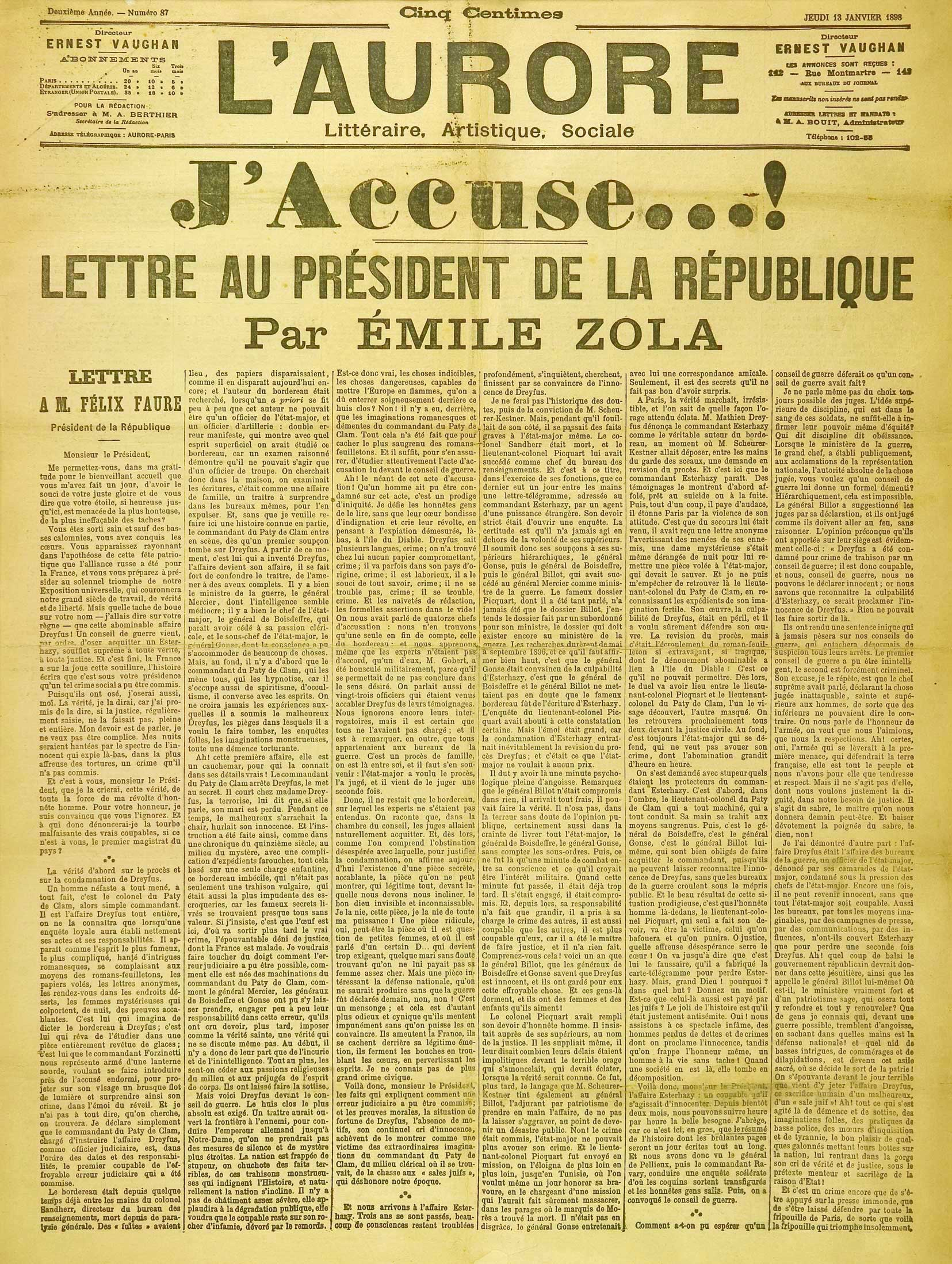
L'edizione del 13 gennaio 1898 de L'Aurore (il numero di J'Accuse…!): Un primo esempio di senza grazie nei media. I titoli selezionati e il titolo della rivista sono in un carattere senza grazie.

Intorno al 1816, William Caslon IV produsse il primo tipo di stampa senza grazie in Inghilterra per l'alfabeto latino, una faccia solo maiuscola sotto il titolo "Two Lines English Egyptian", dove "Two Lines English" si riferiva alla dimensione del corpo del carattere, che equivale a circa 28 punti. Sebbene sia noto dalle sue apparizioni nei libri campione dell'azienda, non è stato trovato alcun uso di questo periodo; Mosley ipotizza che potrebbe essere stato commissionato da un cliente specifico.
Una seconda interruzione dell'interesse per il senza grazie sembra essere durata per circa dodici anni, fino a quando la fonderia Vincent Figgins di Londra ha emesso un nuovo senza grazie nel 1828. Successivamente le capitali senza grazie iniziarono rapidamente ad essere emesse da tipografi di Londra. Molto imitato era il carattere "grottesco" di Thorowgood dei primi anni Trenta dell'Ottocento. Questo era straordinariamente audace e altamente condensato, del tutto diverso dalle proporzioni classiche del design di Caslon, ma molto adatto per la tipografia di poster e simile nell'effetto estetico al slab con grazie e alle (generalmente più larghe) "facce grasse" del periodo. Ha anche aggiunto una minuscola. Simili caratteri senza grazie condensati, spesso visualizzati in maiuscolo, hanno avuto molto successo. I tipi di stampa senza grazie iniziarono ad apparire in seguito in Francia e Germania.
Alcune teorie sui primi senza grazie ora note per essere errate possono essere menzionate qui. Uno è che i senza grazie sono basati su " caratteri tipografici grossi " o slab-con grazie con i con grazie rimossi. È ora noto che l'ispirazione era più antica dell'antichità classica, e senza grazie apparvero prima della prima apparizione datata delle forme di lettere slab-con grazie nel 1810. La fonderia Schelter & Giesecke affermò anche durante gli anni '20 di avere offerto un senza grazie con lettere minuscole nel 1825. Wolfgang Homola lo ha datato dal 2004 al 1882 sulla base di uno studio di esemplari di Schelter & Giesecke; Mosley lo descrive come "completamente screditato"; anche nel 1986Walter Tracy ha descritto le date dichiarate come "per motivi stilistici... circa quarant'anni in anticipo".
I caratteri e i caratteri senza grazie erano popolari per la loro chiarezza e leggibilità a distanza nella pubblicità e nell'uso del display, quando stampati molto grandi o piccoli. Poiché ilcarattere senza grazie veniva spesso utilizzato per le intestazioni e la stampa commerciale, molti dei primi modelli senza grazie non presentavano lettere minuscole. Semplici maiuscole senza grazie, senza l'uso di lettere minuscole, divennero molto comuni in usi come le lapidi del periodo vittoriano in Gran Bretagna. Il termine "grottesco" divenne comunemente usato per descrivere i senza grazie. Il termine "grottesco" deriva dalla parola italiana per grotta, ed era spesso usato per descrivere gli stili decorativi romani trovati dagli scavi, ma era stato a lungo applicato in senso moderno per oggetti che apparivano "malformati o mostruosi".
Il primo utilizzo del senza grazie come testo corrente è stato proposto come breve opuscolo Feste des Lebens und der Kunst: eine Betrachtung des Theatres als höchsten Kultursymbols (Celebration of Life and Art: A Consideration of the Theatre as the Highest Symbol of a Culture), di Peter Behrens, nel 1900.

### Nel XX secolo

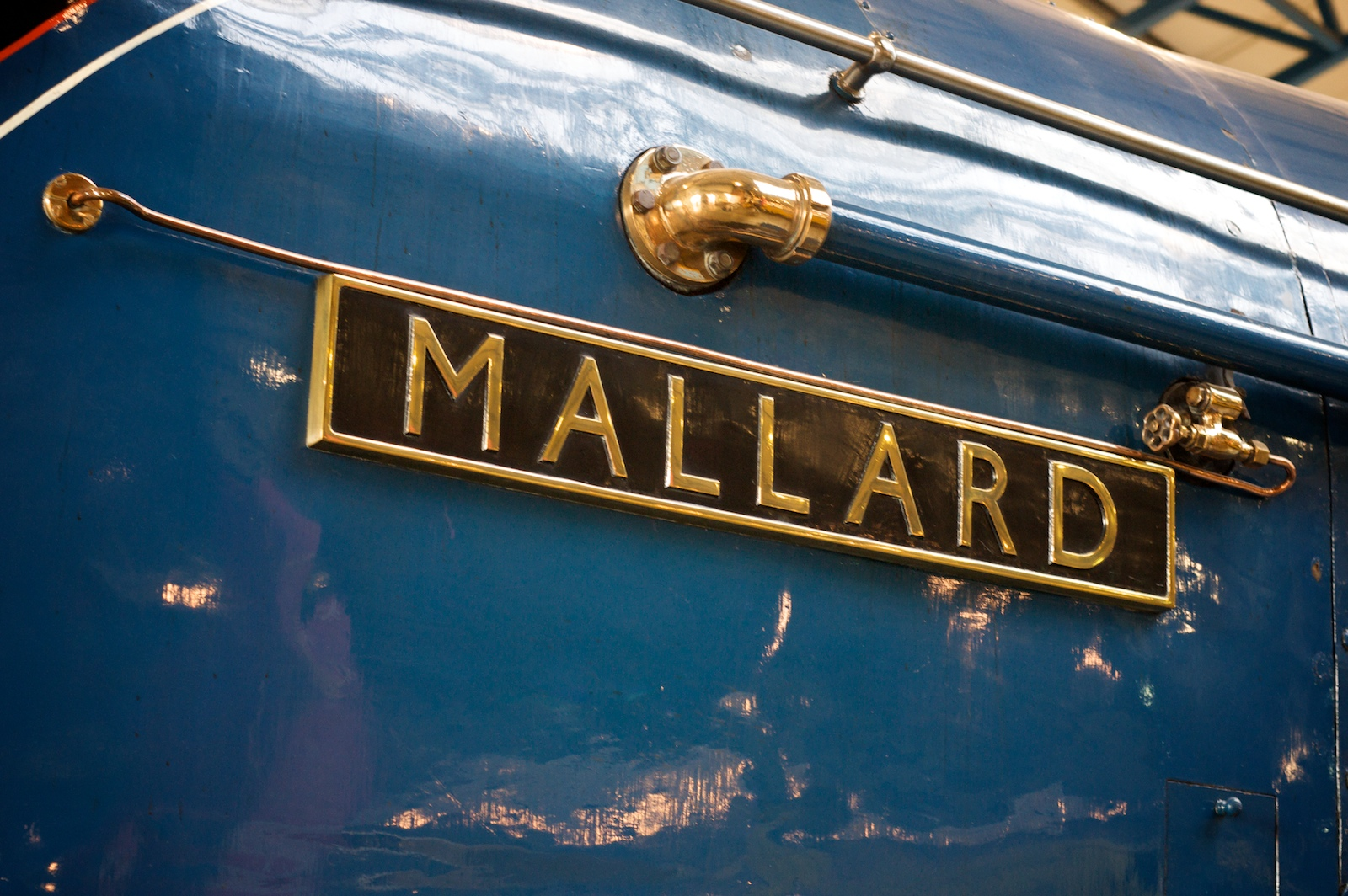
Gill Sans sulla targhetta di una locomotiva del germano reale 4468 (costruita nel 1938). È stato commercializzato come una raffinatezza sofisticata dei precedenti senza grazie, prendendo ispirazione dalle capitali romane e dall'esperienza del designer Eric Gill che scolpisce monumenti e memoriali.
Per tutto il diciannovesimo e l'inizio del ventesimo secolo i caratteri senza grazie furono visti con sospetto da molti stampatori, specialmente quelli della stampa di libri fini, come adatti solo per la pubblicità (se quello), e fino ad oggi la maggior parte dei libri rimane stampata in caratteri con grazie come corpo testo. Questa impressione non sarebbe stata aiutata dallo standard dei tipi senza grazie comuni del periodo, molti dei quali ora sembrano un po' 'bitorzoluti e di forma eccentrica. Nel 1922, il maestro stampatore Daniel Berkeley Updike descrisse i caratteri senza grazie come "non hanno posto in nessuna stanza di composizione artisticamente rispettabile". Nel 1937 dichiarò di non vedere la necessità di cambiare questa opinione in generale, sebbene sentisse che Gill Sans eFutura era la scelta migliore se si doveva usare il senza grazie.
All'inizio del XX secolo, si verificò un aumento della popolarità dei caratteri senza grazie con il rilascio di disegni senza grazie più artistici. Anche se non gli piacevano i caratteri senza grazie in generale, lo stampatore americano JL Frazier scrisse di Copperplate Gothic nel 1925 che "una certa dignità di effetto accompagna... a causa dell'assenza di qualcosa in termini di fronzoli", rendendolo una scelta popolare per la cancelleria di professionisti come avvocati e medici. Come suggeriscono i commenti di Updike, i nuovi disegni senza grazie umanisti e geometrici più costruiti furono visti come sempre più rispettabili, e furono astutamente commercializzati in Europa e in America come incarnando proporzioni classiche (con influenze di capitali romane) pur presentando un ricambio, immagine moderna. Futura in particolare è stato ampiamente commercializzato da Bauer e dal suo braccio di distribuzione americano mediante opuscoli per catturare lo spirito della modernità, utilizzando lo slogan tedesco "die Schrift unserer Zeit" ("il carattere tipografico del nostro tempo") e in inglese "il carattere tipografico di oggi e di domani"; molti caratteri tipografici sono stati rilasciati sotto la sua influenza come cloni diretti, o almeno offerti con caratteri alternativi che consentono loro di imitarli se lo si desidera.

### Grottesco revival senza grazie e stile tipografico internazionale

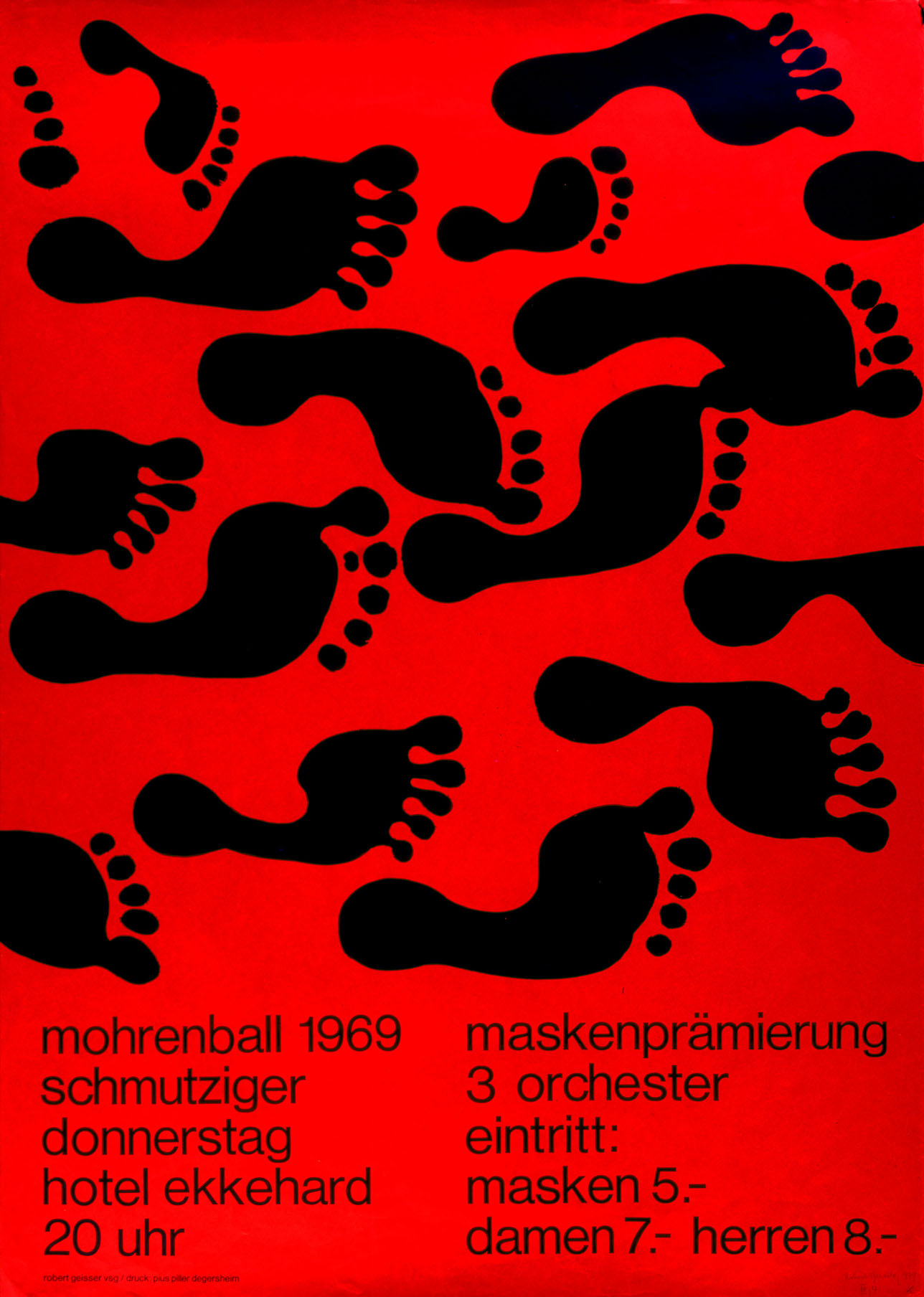
Un poster del 1969 che esemplifica la tendenza degli anni '50 e '60: colore rosso pieno, immagini semplificate e l'uso di una faccia grottesca. Questo progetto, di Robert Geisser, sembra utilizzare Helvetica.

Nel dopoguerra si accrebbe l'interesse per i senza grazie "grotteschi". Scrivendo in The Typography of Press Advertisement (1956), lo stampatore Kenneth Day commentò che l'eccentrica serie Grotesque di Stephenson Blake era tornata alla popolarità per avere "una personalità a volte mancante nelle forme condensate dei contemporanei sans cuttings degli ultimi trent'anni." Il designer di caratteri Adrian Frutiger scrisse nel 1961 sulla progettazione di un nuovo carattere, Univers, sul modello ottocentesco: "Alcuni di questi vecchi senza grazie hanno avuto una vera rinascita negli ultimi vent'anni, una volta superata la reazione della" Nuova Oggettività ". Una forma puramente geometrica di carattere è insostenibile." Di questo periodo in Gran Bretagna, Mosley ha commentato che nel 1960" riprese inaspettatamente gli ordini "per l'eccentrico design monotipo grottesco di Monotype:" [esso] rappresenta, in modo ancora più evocativo di Univers, la fresca brezza rivoluzionaria che iniziò a soffiare attraverso la tipografia nel primi anni Sessanta "e" il suo design piuttosto goffo sembra essere stata una delle principali attrazioni per i designer iconoclasti stanchi della... bellezza di Gill Sans".
Negli anni '60, i caratteri neo-grotteschi come Univers e Helvetica erano diventati popolari facendo rivivere le grottesche del diciannovesimo secolo offrendo una gamma più unificata di stili rispetto ai progetti precedenti, consentendo una più ampia gamma di testo da impostare artisticamente attraverso l'impostazione di intestazioni e corpo del testo in un'unica famiglia. Lo stile di design che utilizza layout asimmetrici, Helvetica e un layout a griglia è stato ampiamente chiamato lo stile tipografico svizzero o internazionale.

## Altri nomi

### Antico
- Egiziano: il nome del primo carattere di stampa senza grazie generico di Caslon; documentato anche come usato da Joseph Farington per descrivere la visione dell'iscrizione senza grazie sul memoriale di John Flaxman a Isaac Hawkins Brown nel 1805, sebbene oggi il termine sia comunemente usato per riferirsi a slab con grazie, non senza grazie.
- Antiquariato: particolarmente apprezzato in Francia; alcune famiglie come Antique Olive, portano ancora il nome.

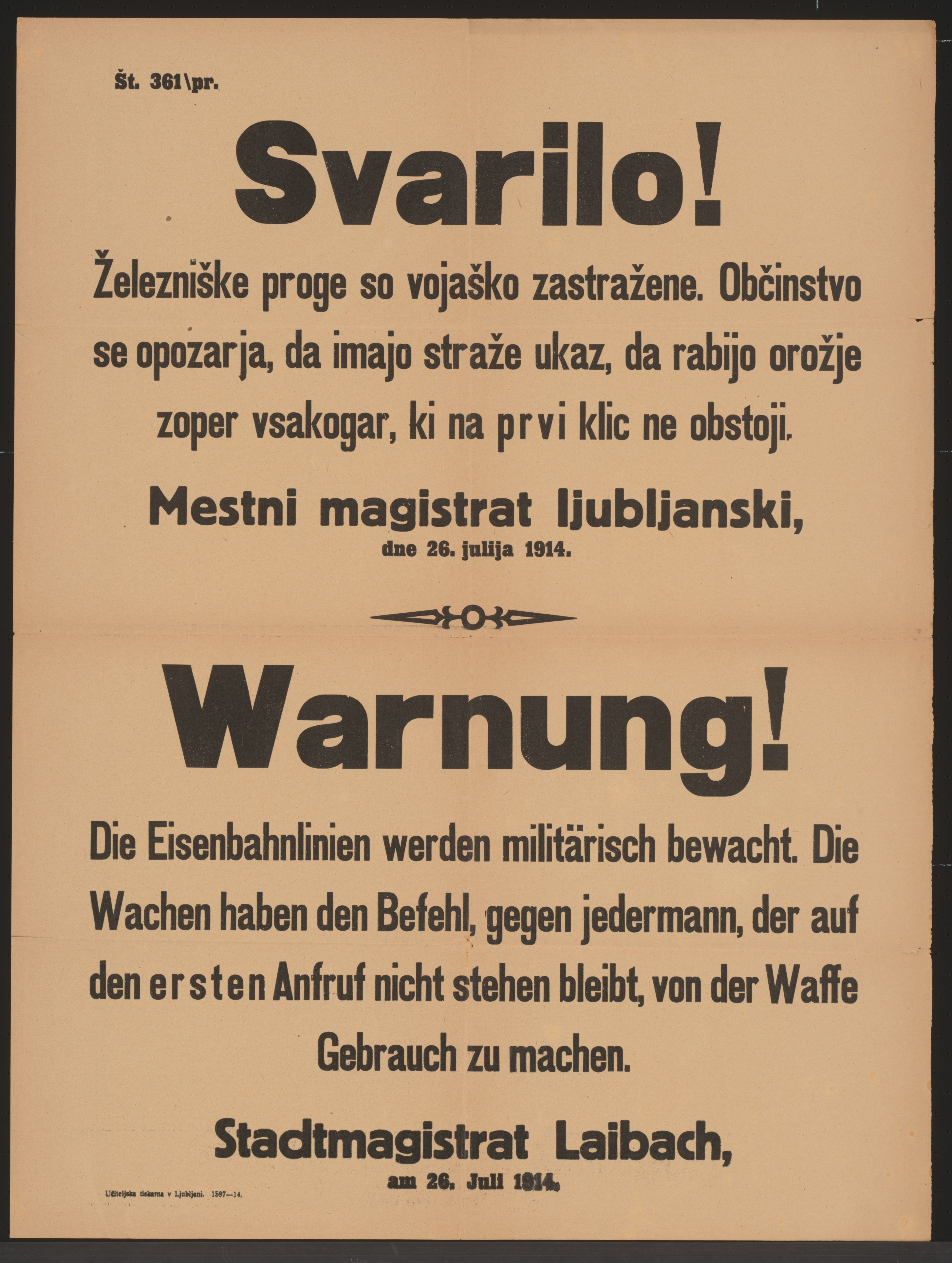
Carattere senza grazie in maiuscolo e minuscolo su un poster del 1914

- Grottesco: reso popolare da William Thorowgood della Fann Street Foundry intorno al 1830[4][83]. Il nome deriva dalla parola italiana "grottesco", che significa "appartenenza alla grotta". In Germania, il nome è diventato Grotesk.
- Dorico
- Gotico: popolare tra i fondatori di caratteri americani. Forse il primo utilizzo del termine fu dovuto al Boston Type and Stereotype Foundry, che nel 1837 pubblicò una serie di caratteri senza grazie con quel nome. Si ritiene che quelli siano stati i primi modelli senza grazie ad essere introdotti in America. Il termine probabilmente derivava dalla definizione architettonica, che non è né greca né romana[84], e dal termine aggettivo esteso di "Germania", che era il luogo in cui i caratteri senza grazie divennero popolari tra il XIX e il XX secolo[85]. I primi ad adottare il termine includono Miller & Richard (1863), J. & R. M. Wood (1865), Lothian, Conner, Bruce McKellar. Sebbene l'uso sia ormai raro nel mondo anglofono, il termine è comunemente usato in Giappone e Corea del Sud; in Cina sono conosciuti con il termine heiti (cinese:黑體), che letteralmente significa "carattere nero", che è probabilmente derivato dall'errata traduzione del gotico come carattere tipografico gotico, anche se i caratteri gotici reali hanno con grazie.

### Moderni
- Lineale, o lineare: il termine è stato definito da Maximilien Vox nella classificazione VOX-ATypI per descrivere i tipi senza grazie. Successivamente, in British Standards Classification of Typefaces (BS 2961: 1967), lineale sostituì il senza grazie come nome di classificazione.
- Simplices: Nelle désignations préliminaries (designazioni preliminari) di Jean Alessandrini, simplices (caratteri tipografici semplici) è usato per descrivere senza grazie sulla base del fatto che il nome 'lineare' si riferisce a linee, mentre, in realtà, tutti i caratteri tipografici sono fatti di linee, incluso quelli che non sono lineari.
- Svizzero: è usato come sinonimo di senza grazie, al contrario di roman (con grazie). Il formato OpenDocument (ISO / IEC 26300: 2006) e Rich Text Format possono utilizzarlo per specificare il nome della famiglia di caratteri generici senza grazie per un carattere utilizzato in un documento[86][87][88]. Presumibilmente si riferisce alla popolarità dei tipi grotteschi e neo-grotteschi senza grazie in Svizzera.
- Industriale: usato per riferirsi a senza grazie grotteschi e neo-grotteschi che non sono basati su principi "artistici", come lo sono normalmente i disegni umanisti, geometrici e decorativi[57][89].

## Galleria d'immagini

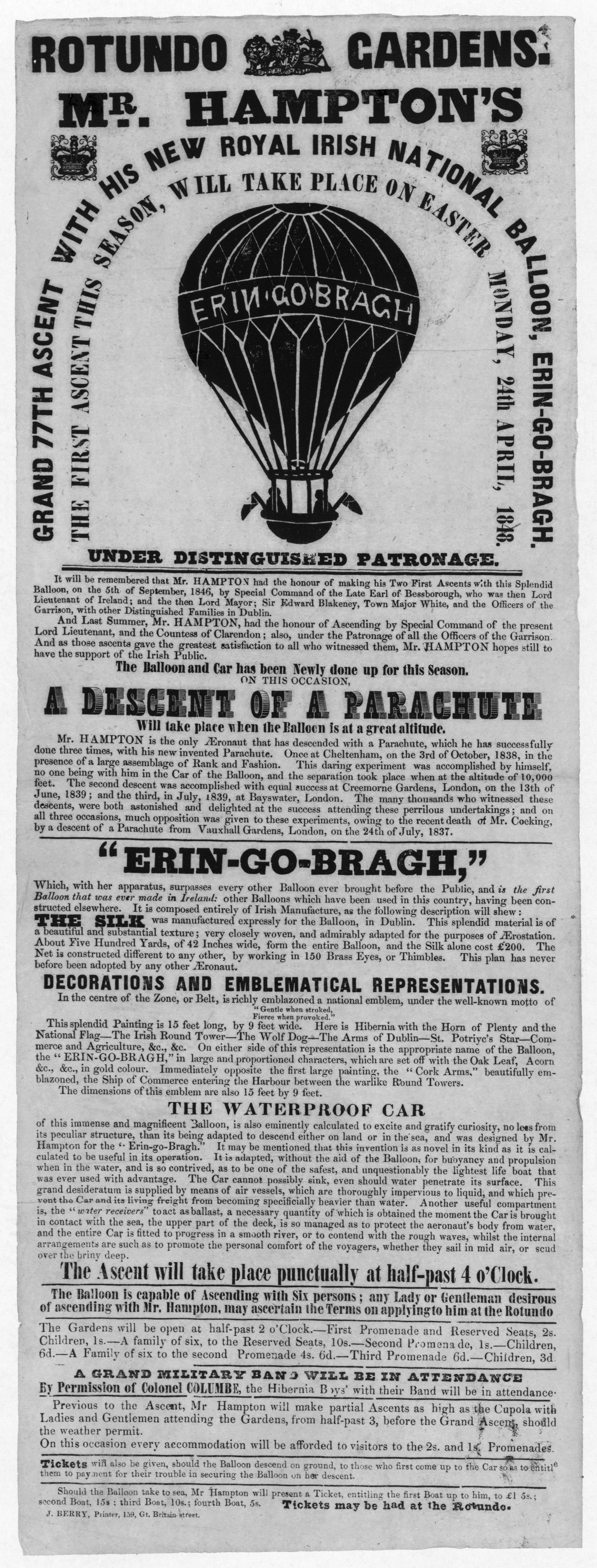
Dublino 1848, intestazione solo capitali. Ragionevolmente convenzionale tranne che per la forma a V incrociata 'W'.
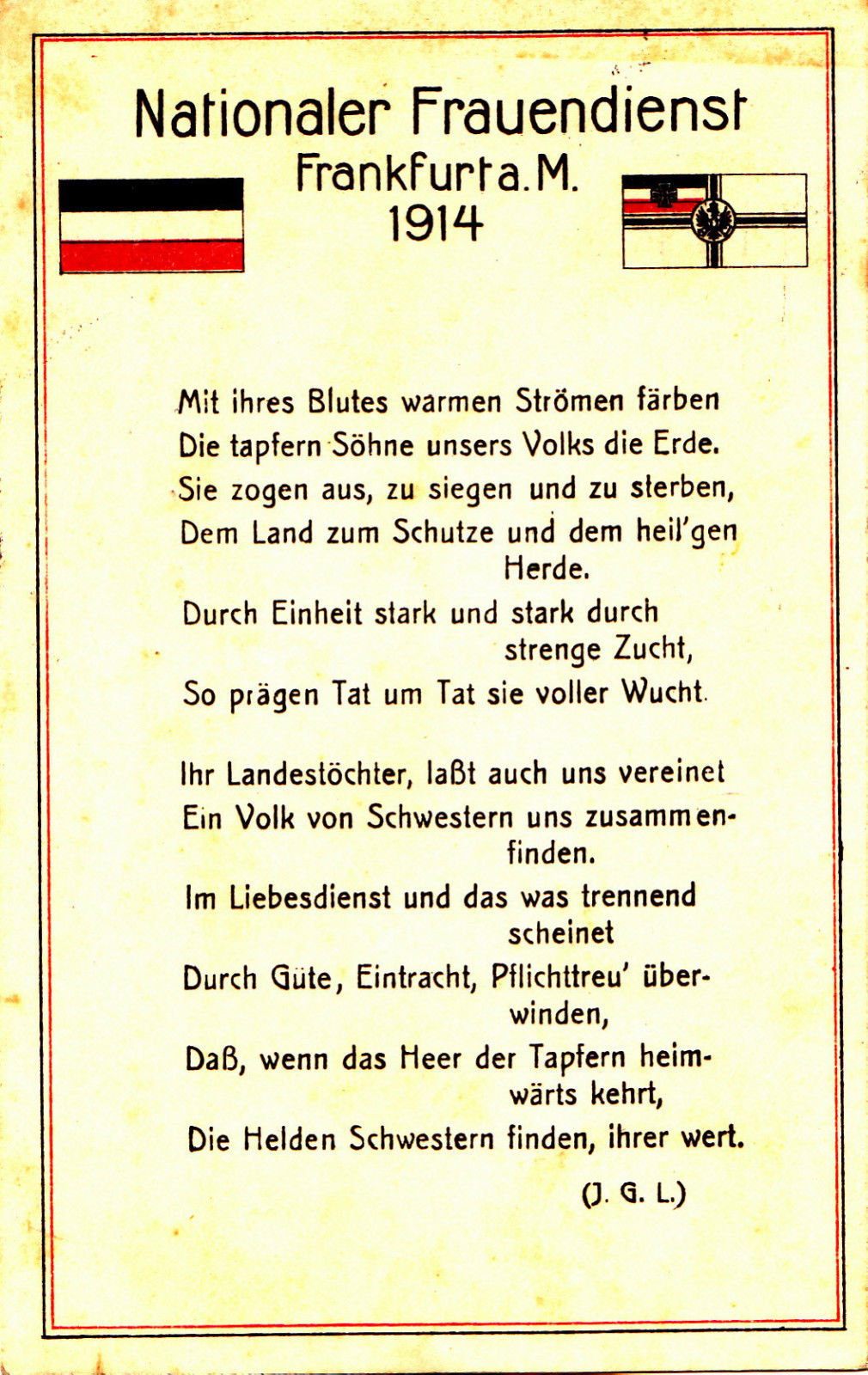
Leggero senza grazie utilizzato per il testo. Germania, 1914.
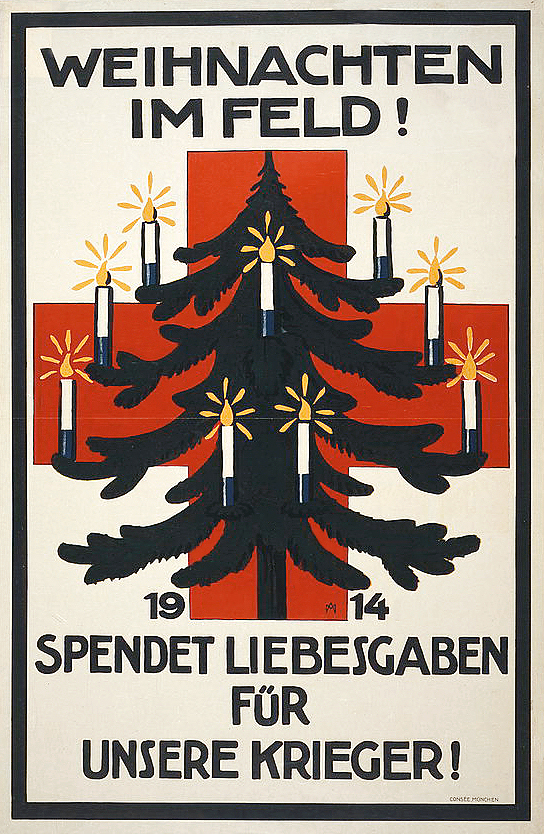
Manifesto di propaganda tedesca, 1914.
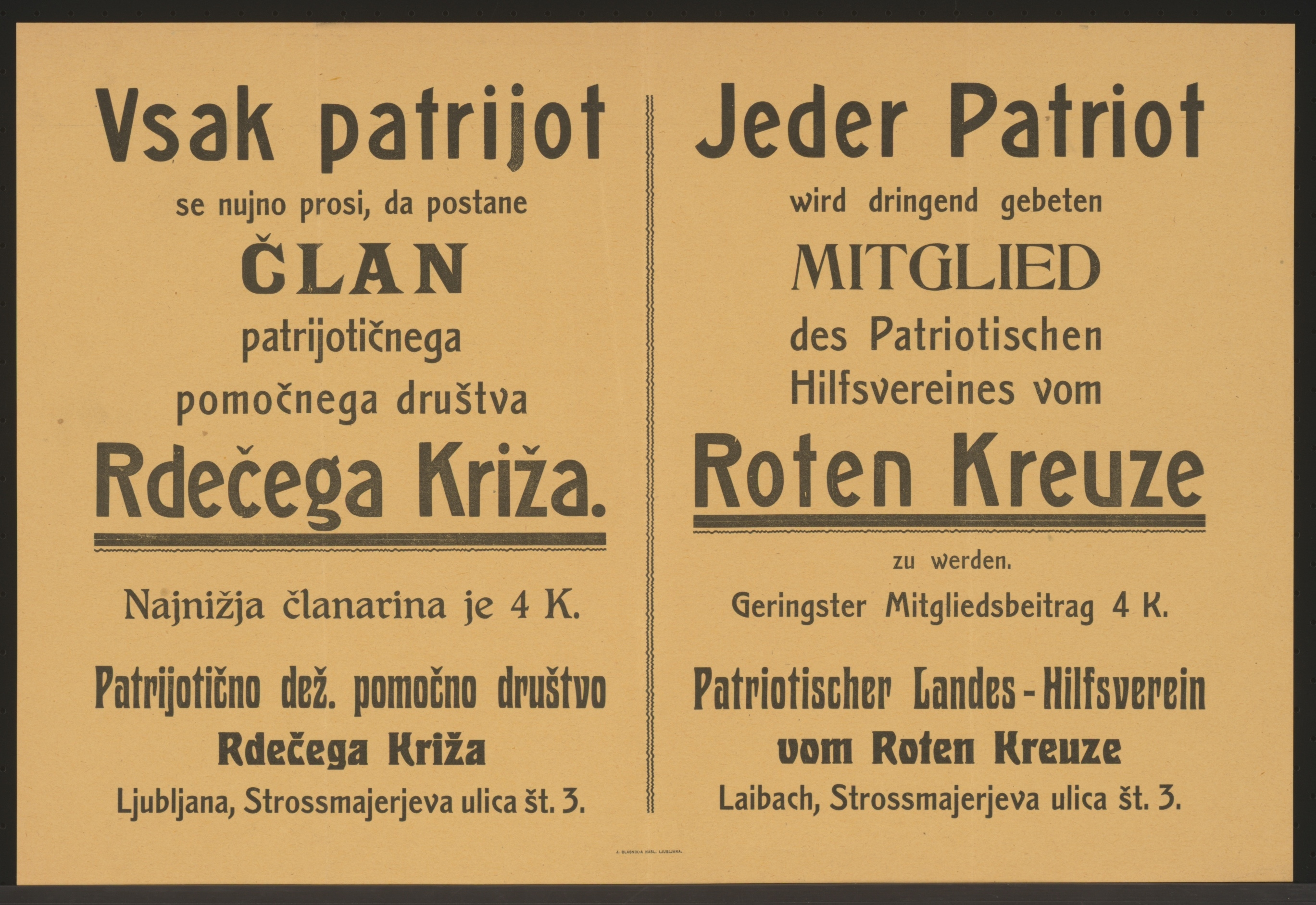
Piccolo art-nouveau fiorisce sulla "v" e sulla "e". Lubiana, 1916.
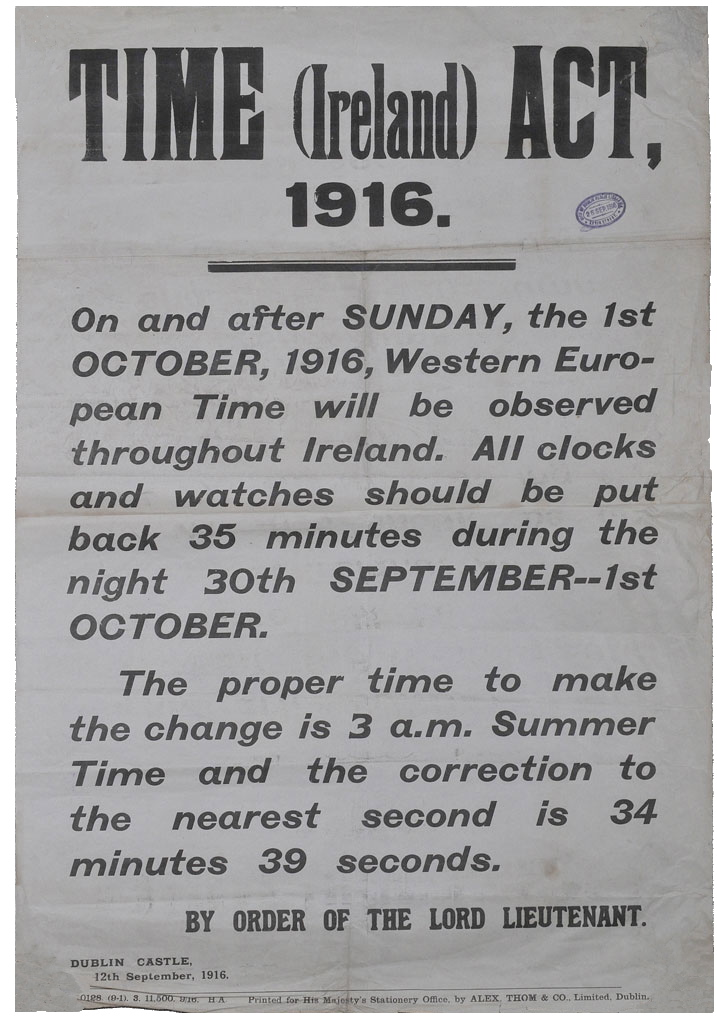
Corsivo senza grazie, Dublino, 1916.
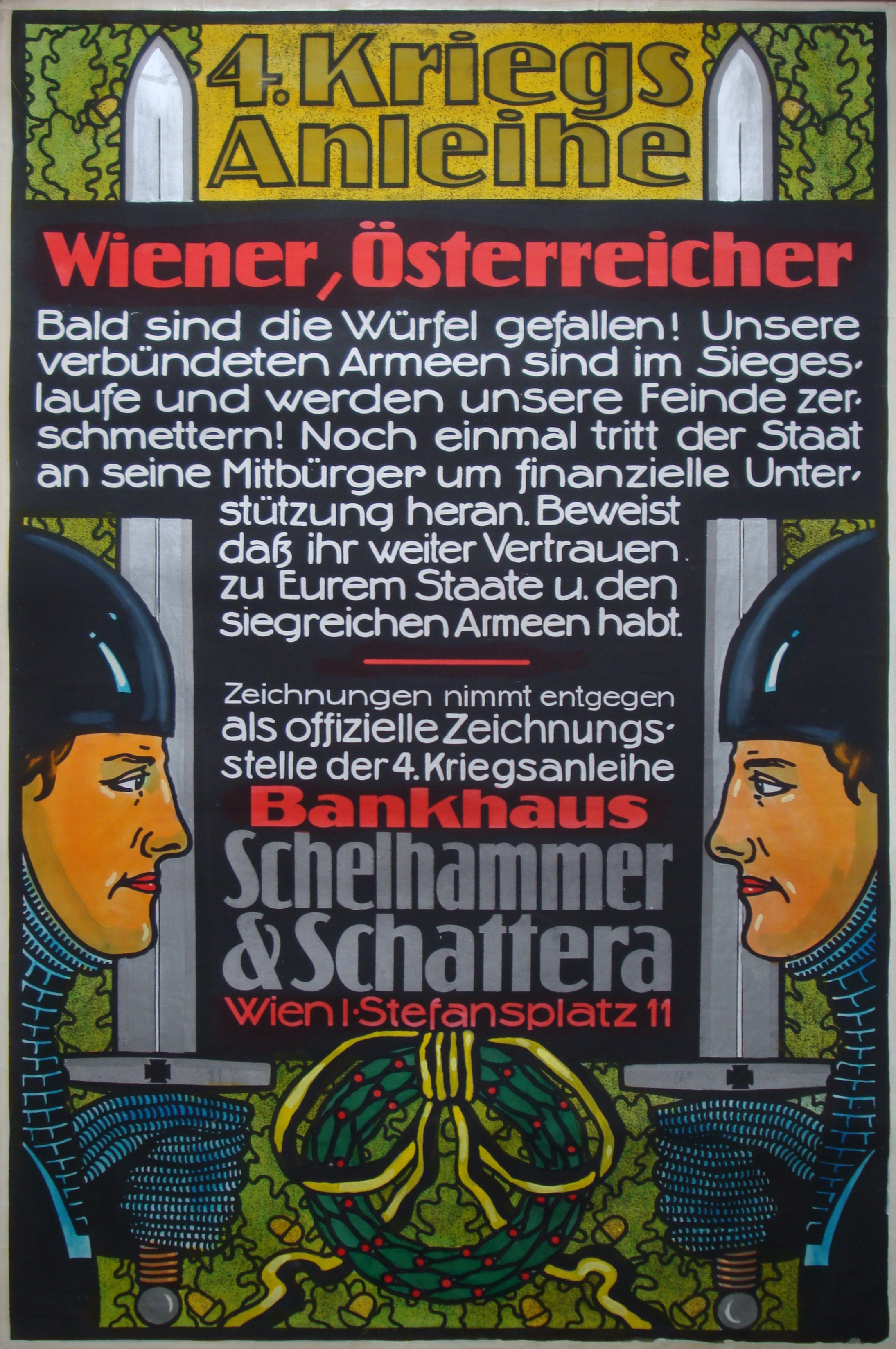
Senza grazie quasi monolinea combinato con un sans modulato dal tratto usato per il titolo. Poster di obbligazioni di guerra austriache, 1916.
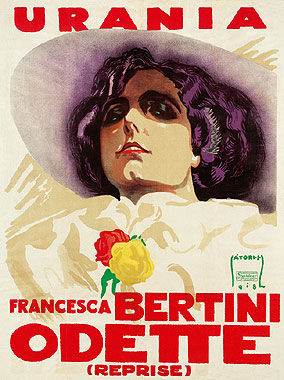
Grandi lettere maiuscole. Locandina del film ungherese, 1918.
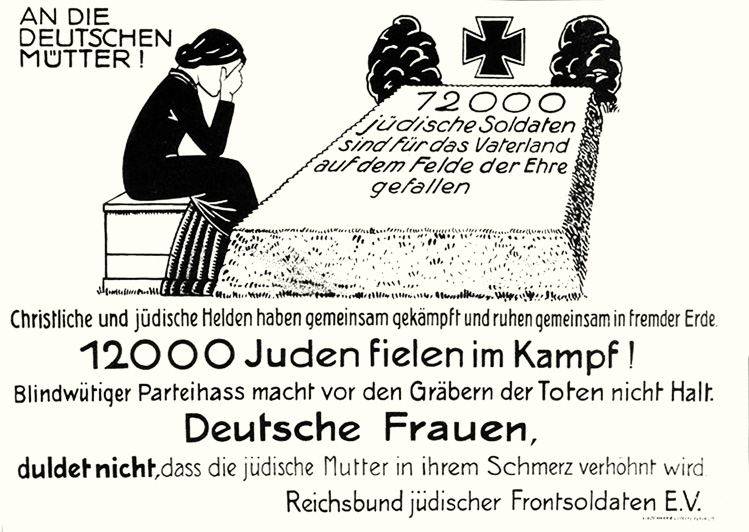
Monoline senza grazie con influenze art-nouveau visibili nella "e" e nella "a" inclinata. Nota dieresi incorporata in alto a sinistra per una spaziatura più stretta.
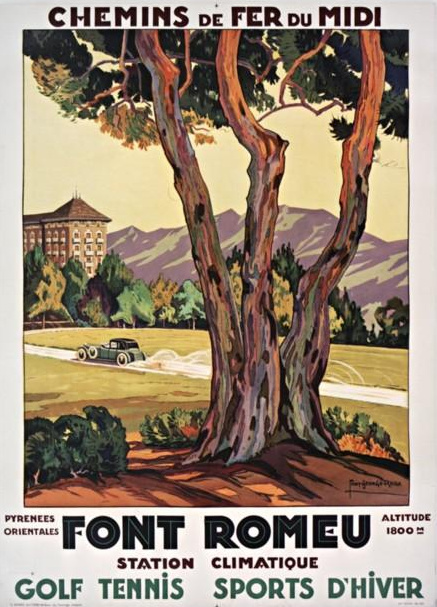
Capitelli in stile senza grazie in stile Art Déco a blocco spesso, con dettagli interni molto sottili. Francia, anni '20.
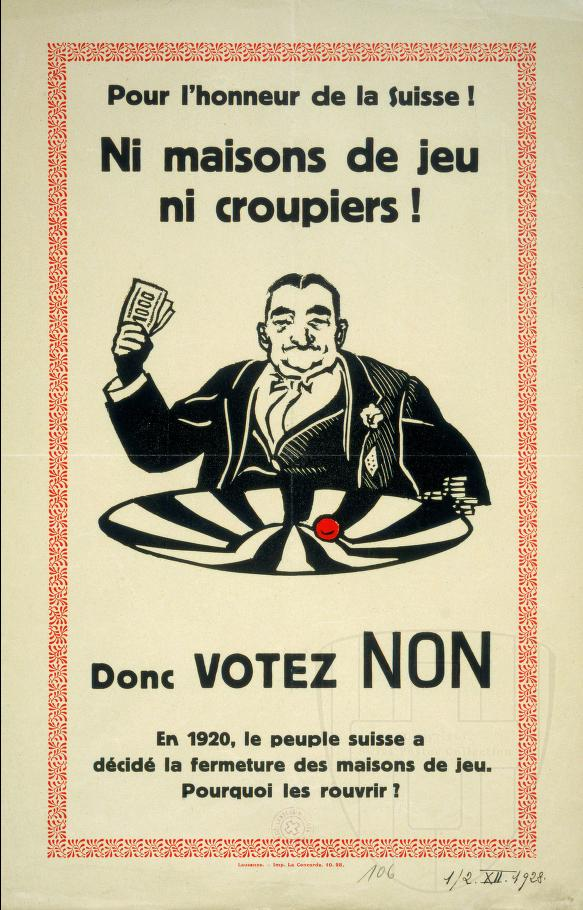
Berthold Block, uno carattere spesso senza grazie tedesco con discensori accorciati, che consente una spaziatura ridotta. Svizzera, 1928.
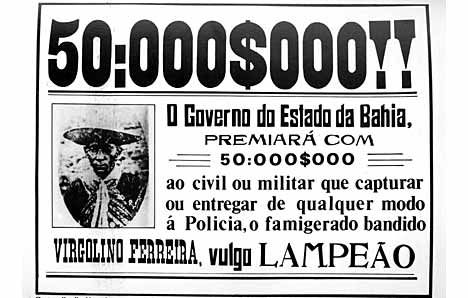
Senza grazie artistico che mantiene le curve al minimo (la linea 'O Governo do Estado'), Brasile, 1930.
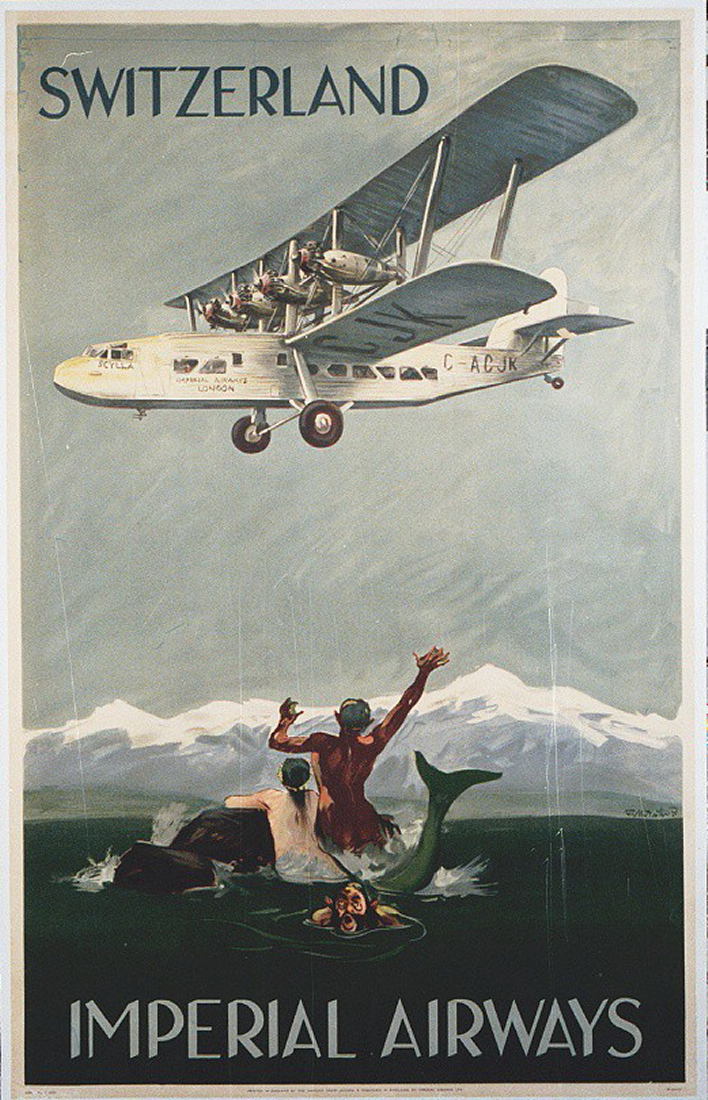
Scritta senza grazie leggermente modulata su un poster degli anni '30, estremità del tratto appuntite che suggeriscono un pennello.
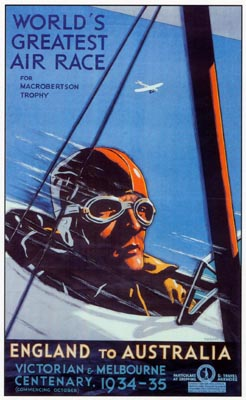
Capitelli classici geometrici senza grazie, con punti sulla "A" e sulla "N" maiuscole. Australia, 1934.
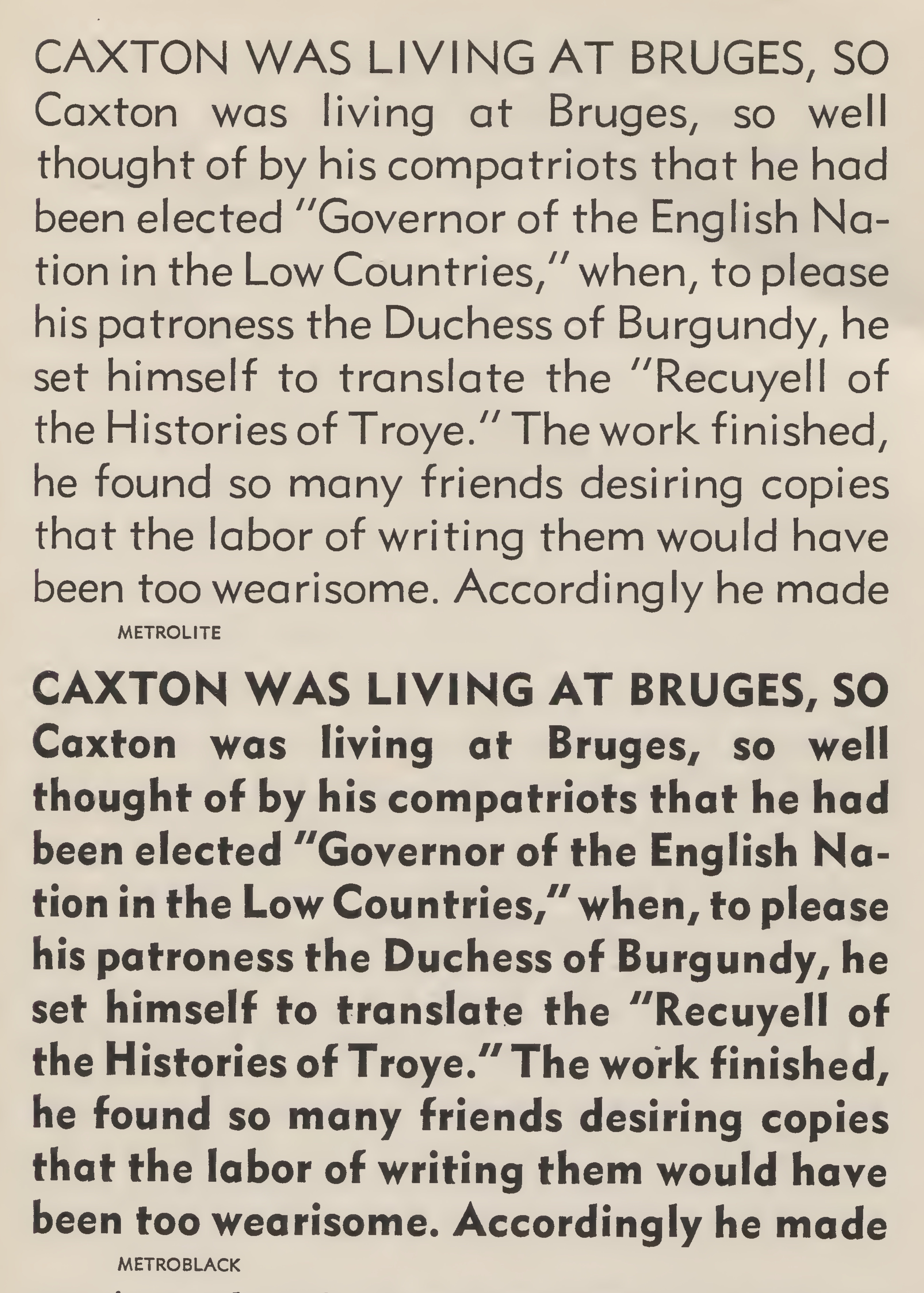
I caratteri Metrolite e Metroblack di Dwiggins, tipi geometrici dello stile popolare negli anni '30.
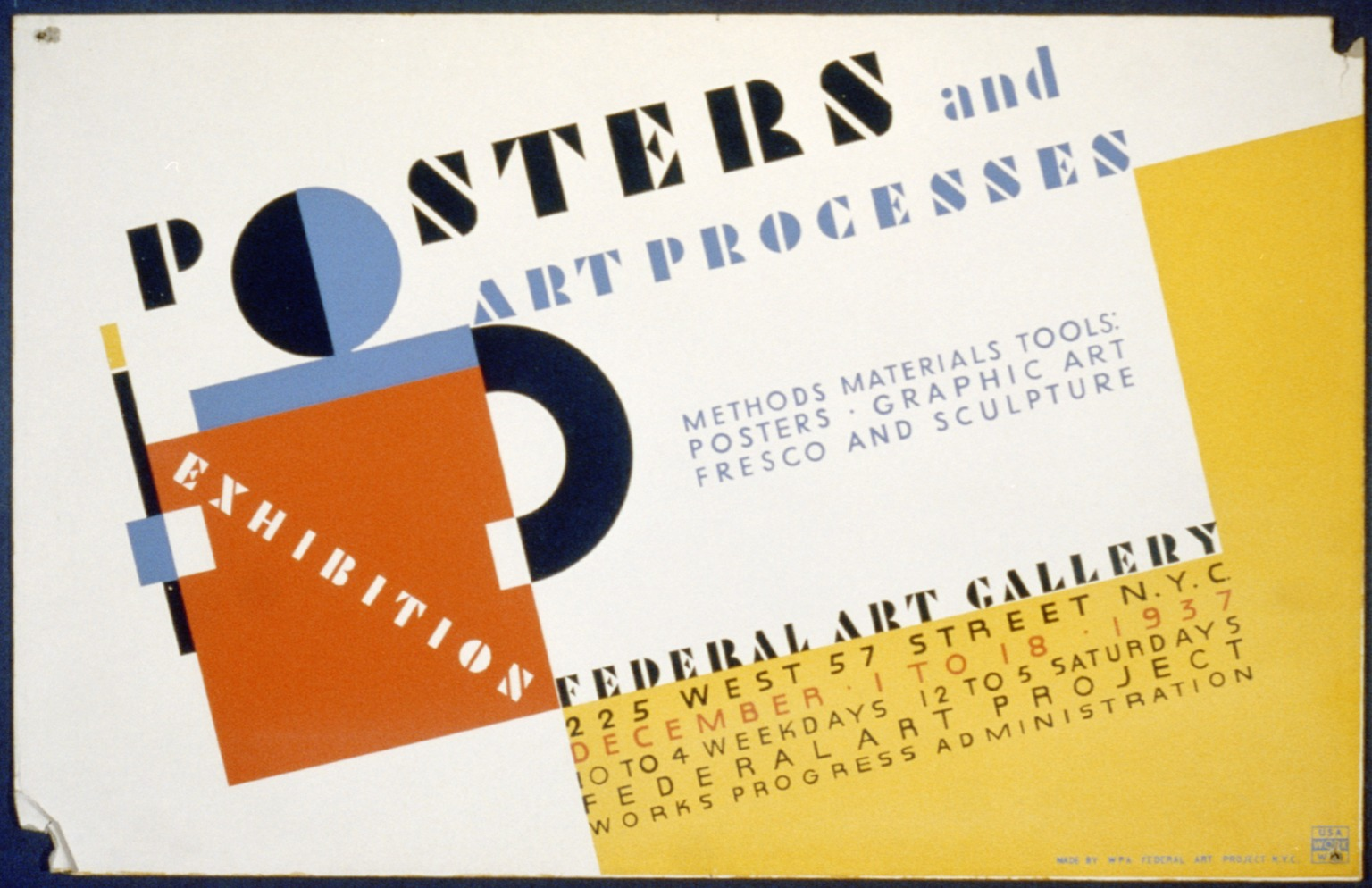
Lettere stampate apparentemente basate su Futura Black, 1937
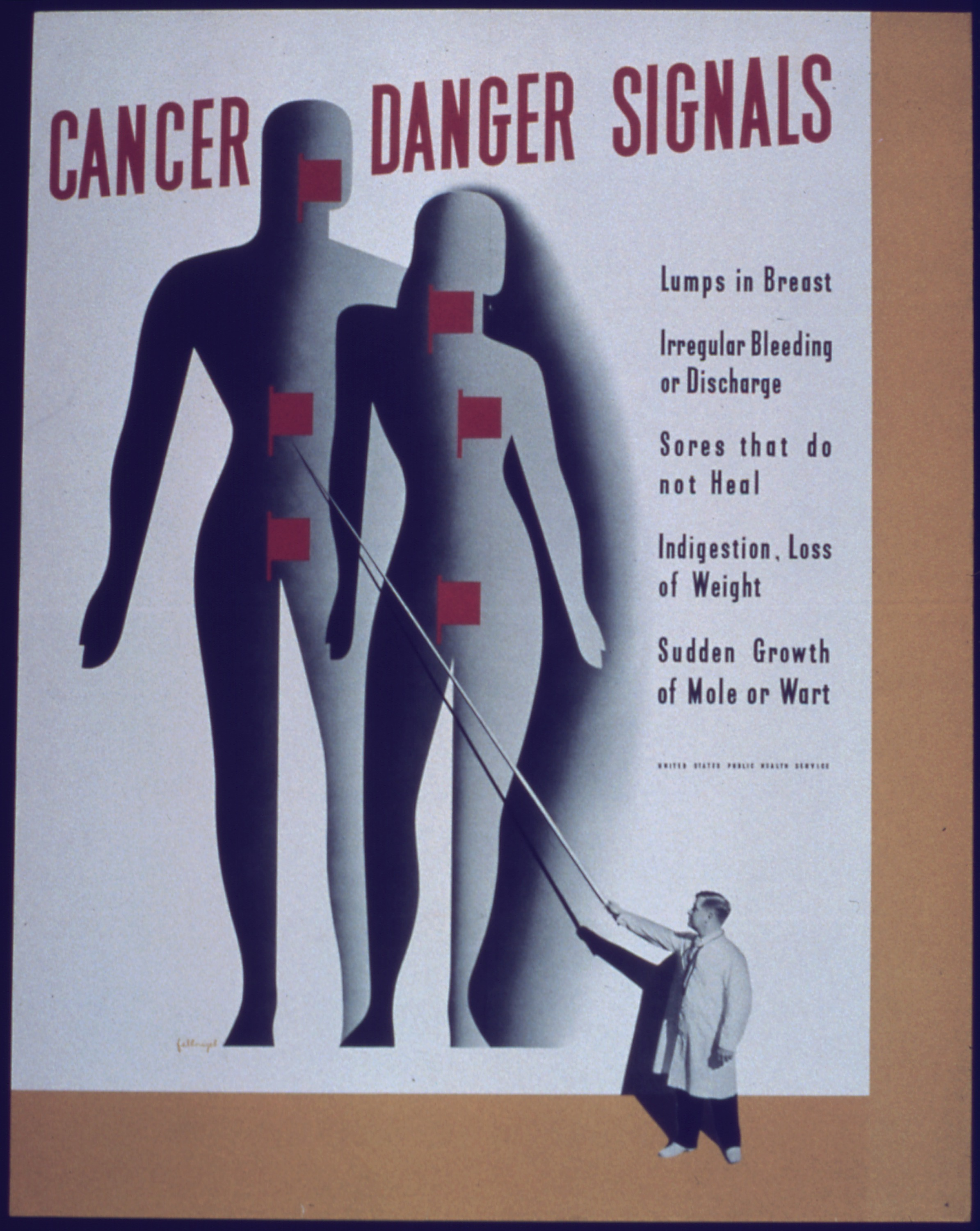
Un poster americano degli anni '40. La curva della "r" è una caratteristica comune nei caratteri grotteschi, ma la "a" a un piano è una caratteristica classica dei caratteri geometrici dagli anni '20 in poi.
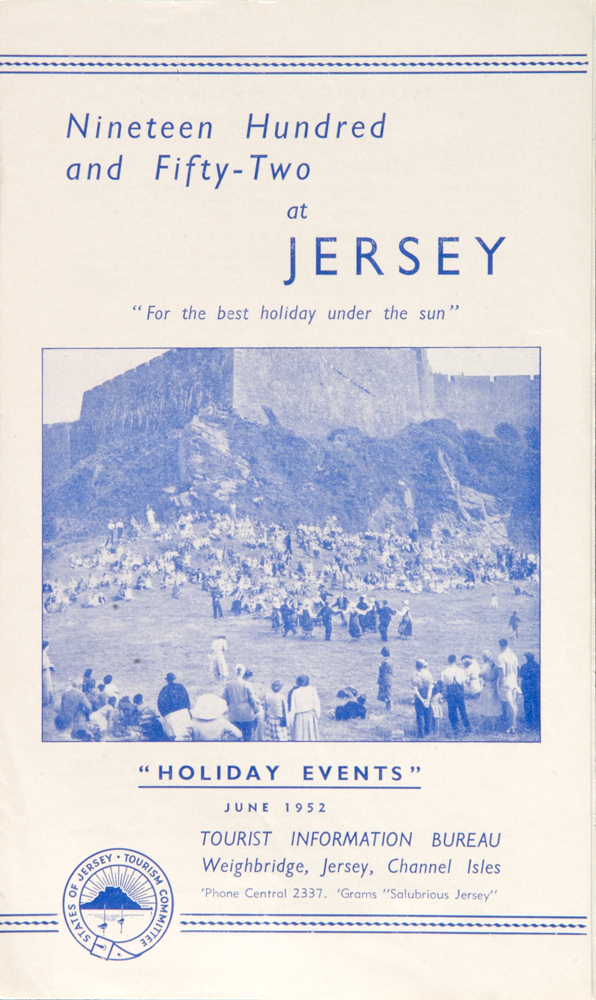
Brochure degli eventi per le vacanze di Jersey del 1952, che utilizza il popolare stile britannico Gill Sans -led del periodo.
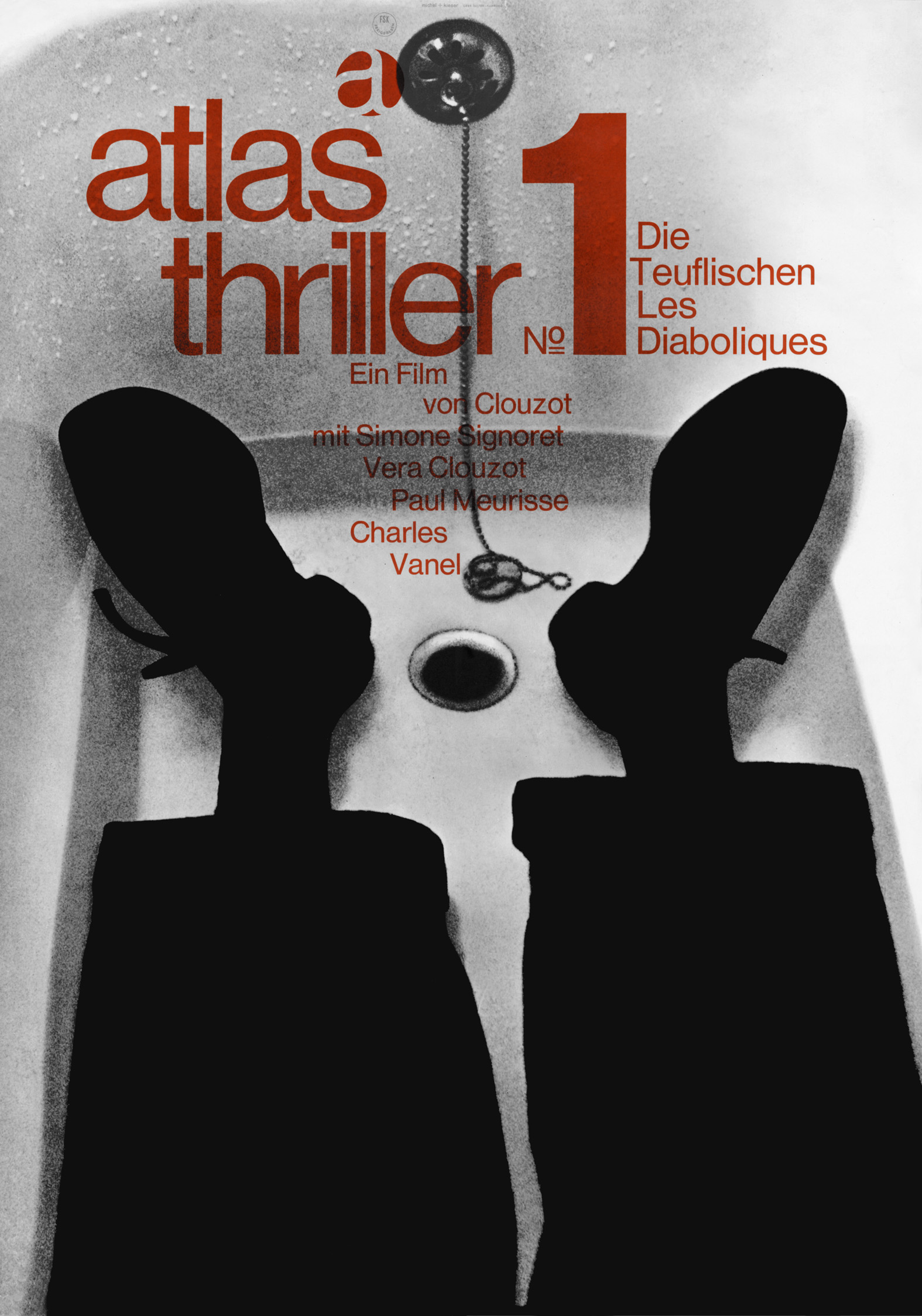
Manifesto in stile svizzero con Helvetica, 1964. Spaziatura ridotta caratteristica del periodo.
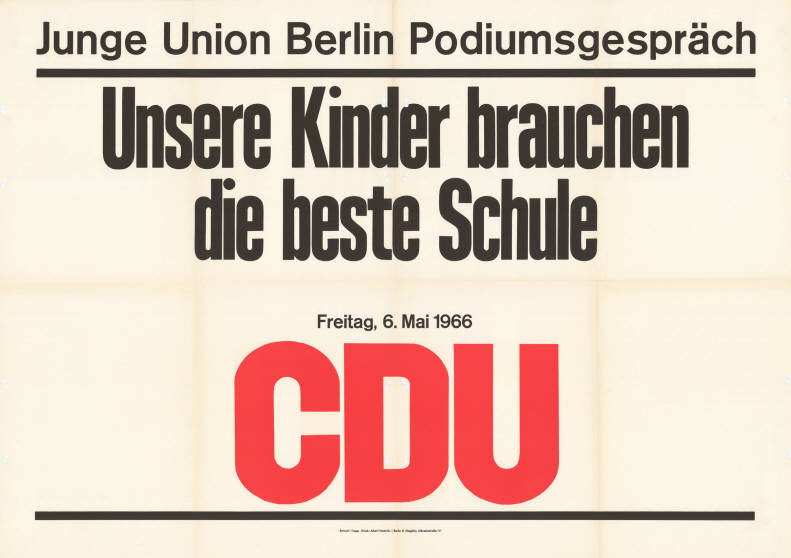
Senza grazie industriale ultra condensato nello stile degli anni '60; Berlino 1966.
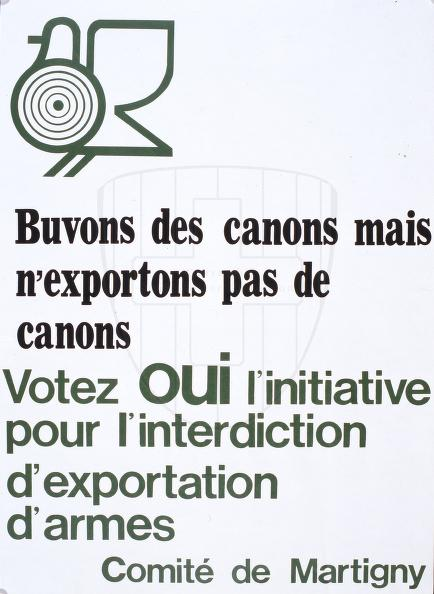
Carattere neo-grottesco, 1972, Svizzera: Helvetica o una copia fedele. La base irregolare può essere dovuta all'utilizzo di trasferimenti .
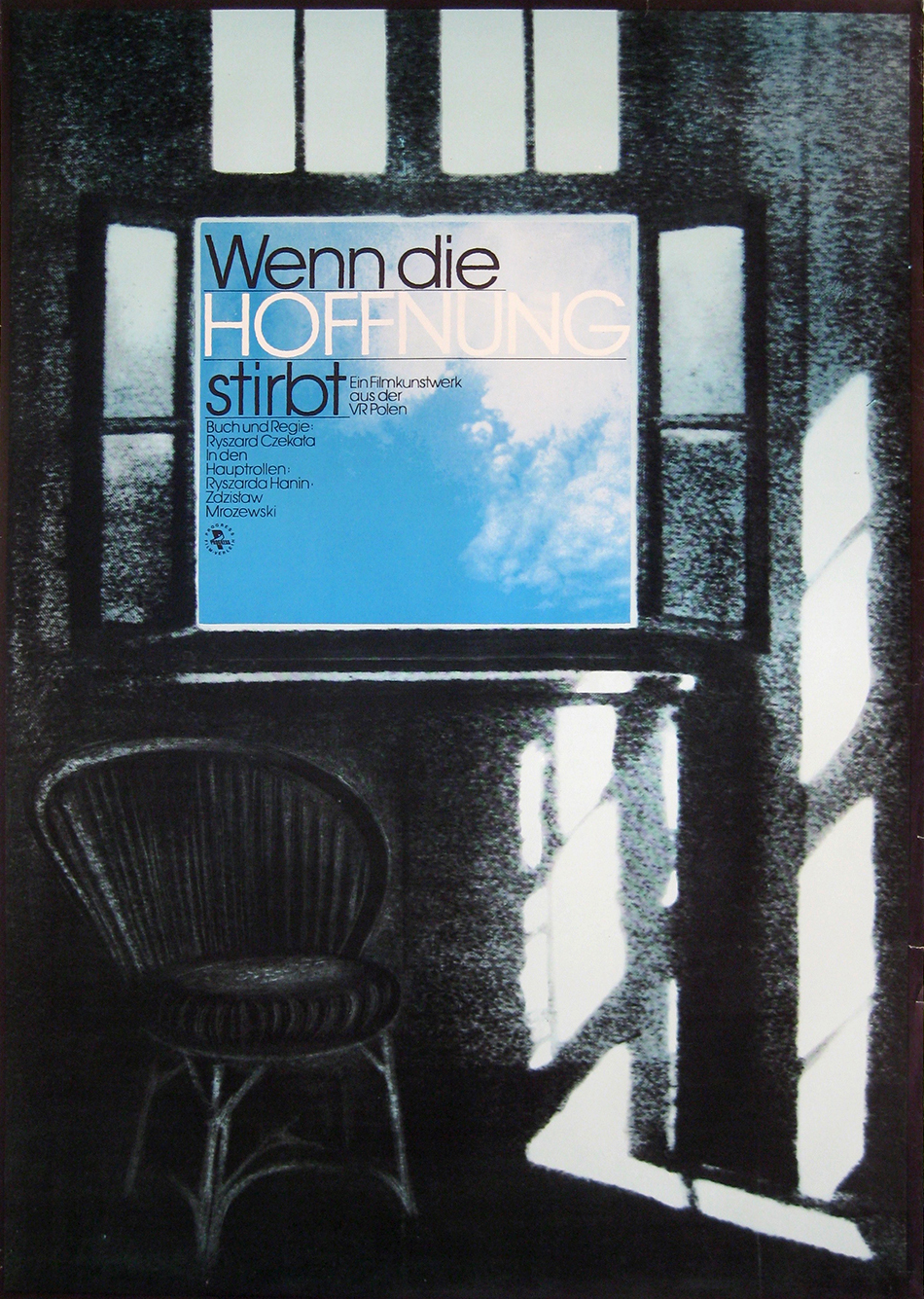
ITC Avant Garde strettamente spaziato; 1976.
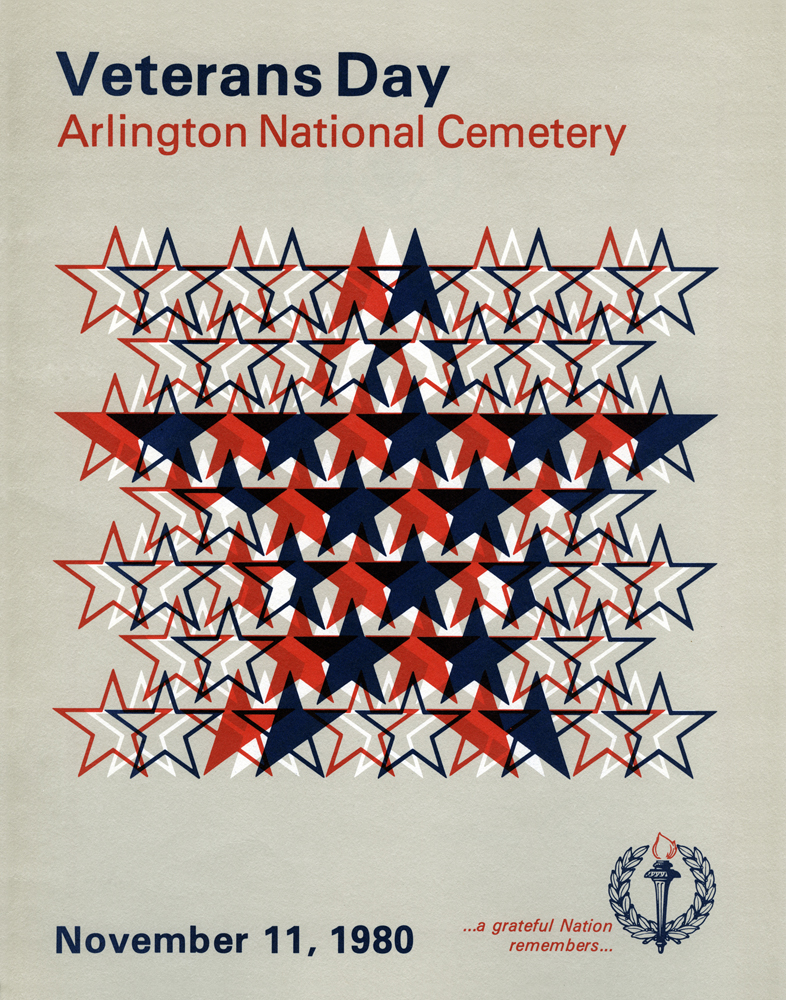
Poster governativo utilizzando Univers , 1980
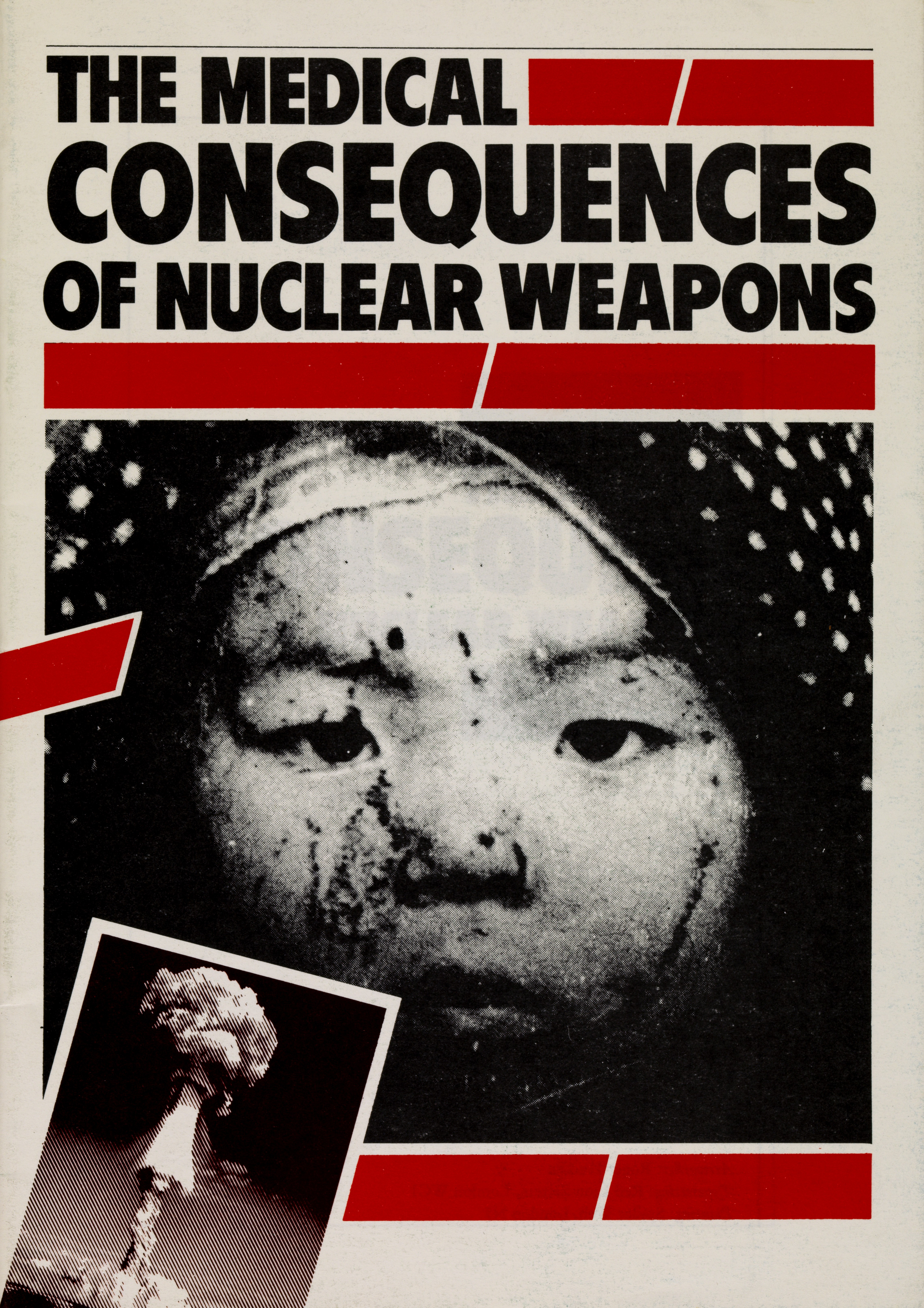
Manifesto anti-nucleare, 1982
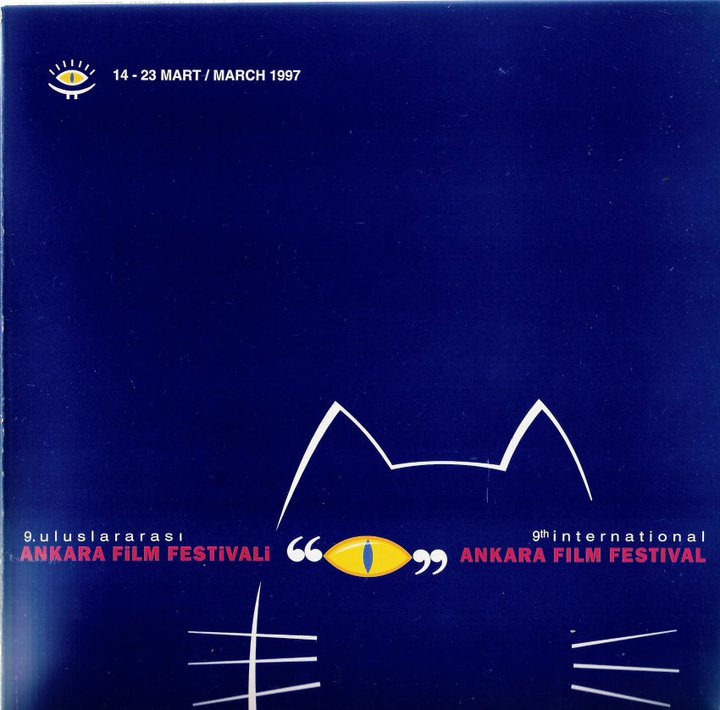
Manifesto del festival cinematografico 1997, Ankara.
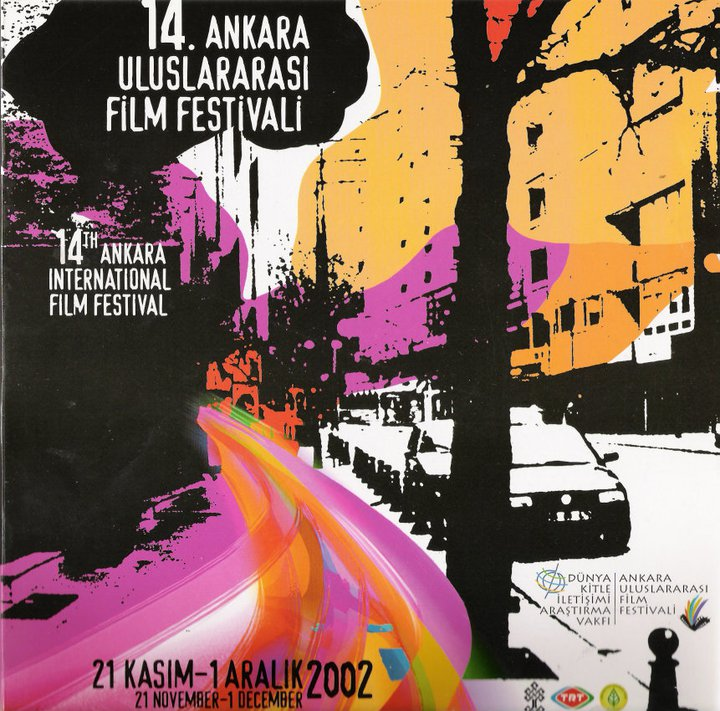
Senza grazie distorto in stile "tipografia grunge", Ankara 2002